# Itinerario critico di Gasparo Cairano

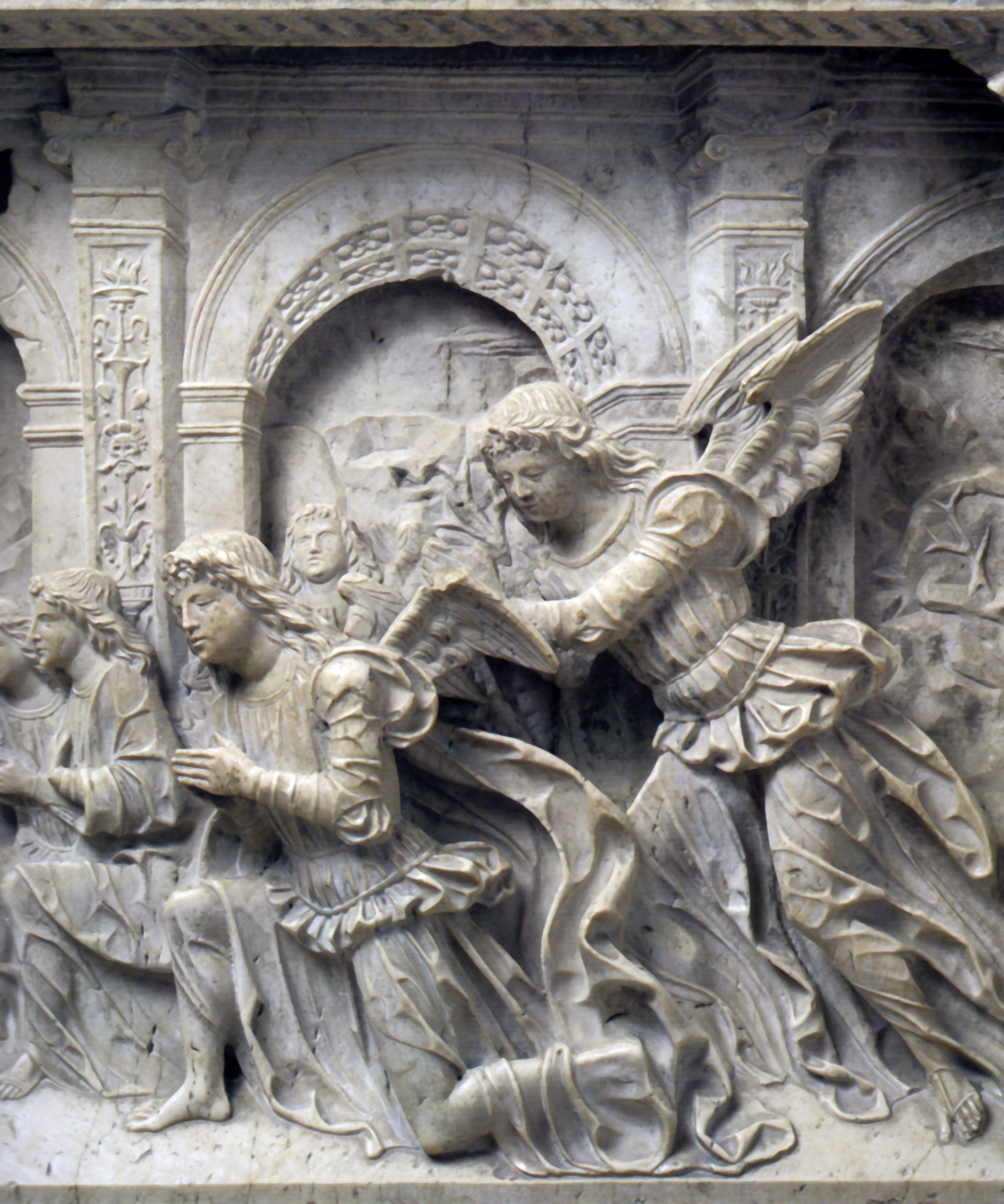
Gasparo Cairano, Adorazione Caprioli, (dettaglio, 1495-1500), la cui autografia è stata variamente discussa a partire dal XIX secolo.

Il complesso e sfortunato itinerario critico di Gasparo Cairano, iniziato mentre lo scultore era in vita e oggi non ancora completamente concluso, dopo più di cinquecento anni, ha visto il contributo di numerose voci critiche e la conseguente produzione di una bibliografia particolarmente consistente e variegata nei contenuti, diretta tuttavia al misconoscimento pressoché totale dell'autore e della sua produzione.
Assieme a Gasparo Cairano, anche la parabola storiografica della scultura rinascimentale bresciana e gli altri suoi protagonisti non hanno mai conquistato gli onori della cultura artistica e letteraria, rimanendo relegati in un ambito dimenticato addirittura dalle stesse fonti locali. La causa principale è da ricercarsi in una lunghissima serie di errori, omissioni ed equivoci avvenuti in ambito letterario già agli esordi, che hanno portato a un vero e proprio oblio del livello culturale e qualitativo raggiunto dalla scuola bresciana nel trentennio a cavallo tra XV e XVI secolo, nonché i nomi dei suoi personaggi.
A tal fine hanno certamente contribuito la perdita dei documenti d'archivio o delle medesime opere d'arte, spesso smembrate quando non distrutte, sebbene molto si sia conservato. Solo a partire dalla seconda metà del XX secolo, nuovi studi supportati da recuperate fonti d'archivio hanno permesso la riscoperta critica non solo di Gasparo Cairano, ma dell'intero capitolo del Rinascimento scultoreo bresciano, un panorama che resta ancora oggi lacunoso sotto molti aspetti, colmati occasionalmente da nuovi studi su documenti e opere.

## Itinerario critico di Gasparo Cairano nei secoli

### Il silenzio della letteratura coeva
Tra i silenzi più gravosi vi è certo quello della letteratura artistica locale e coeva agli eventi. Sfavorevole, in primo luogo, è la data della visita a Brescia di Marin Sanudo, potenziale estimatore della fioritura del Rinascimento locale, che vi transita nel 1483, in anticipo di alcuni anni rispetto all'apertura del cantiere della chiesa di Santa Maria dei Miracoli. Marcantonio Michiel, invece, non dedica a Brescia alcun capitolo della sua Notizia d'opere di disegno composta nel 1521: egli, però, nomina comunque Gasparo Cairano dicendolo fratello di "Anzolino Bressano, ovver Milanese", maestro della terracotta, fornendo un prezioso ricordo dello scultore bresciano ad almeno quattro anni dalla morte.
Non vi è alcuna menzione di Gasparo Cairano della cronaca di Elia Capriolo del 1505 circa, il quale fornisce solo un vago accenno alla fioritura rinascimentale bresciana di quegli anni e ai suoi protagonisti, "i Pittori, gli Orefici, e gli Scultori, emuli d'Apelle, e di Prassitele", e riservando una lode solo al più tardo Stefano Lamberti. Anche l'umanista Vosonio, nel 1498 circa, in un carme in latino dedicato a Brescia ne tesse le lodi con la classica retorica romaneggiante, citando anche il Palazzo della Loggia ma senza nominare alcuno scultore. Allo stesso modo, il nome di Cairano e, in generale, di qualsiasi altro personaggio del panorama scultoreo bresciano dell'epoca non è restituito dai manoscritti di Pandolfo Nassino e Lucillo Ducco, in un vero e proprio silenzio sistematico, quanto incomprensibile.
Eppure Gasparo Cairano doveva aver goduto di una certa notorietà post mortem, come dimostra la citazione del Michiel. Un tale oblio è inspiegabile anche alla luce della discendenza di Gasparo, per la quale i documenti attestano personalità attive in vari campi artistici per almeno due generazioni: ancora tra il 1545 e il 1561 è registrato in varie fonti d'archivio Gasparo Cairano "il Giovane", pure scultore, figlio di Simone e dunque nipote di Gasparo "il Vecchio", dal quale trae addirittura il nome di battesimo.

### Una svanita promessa di gloria: la citazione di Pomponio Gaurico

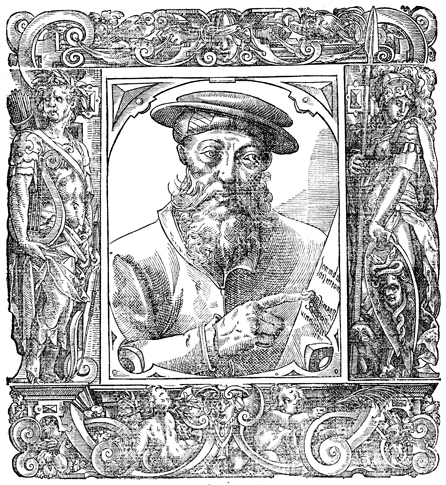
Ritratto di Pomponio Gaurico.

A Gasparo Cairano viene dedicata un'unica, illustre citazione della storiografia dell'epoca: il De Sculptura di Pomponio Gaurico, edito a Firenze nel 1504. L'umanista offre allo scultore bresciano un lusinghiero memoriale in latino, non casualmente citando il Palazzo della Loggia e l'incomparabile ciclo dei Cesari:
(Pomponio Gaurico, De sculptura, pp. 254-255.)
Questa annotazione conferisce un grande onore allo scultore e ai suoi Cesari, nonché all'intera architettura della Loggia, che ad appena dodici anni dall'inizio del cantiere trovavano posto a fianco dei grandi protagonisti della scultura italiana di tutti i tempi, in una pubblicazione di profonda cultura artistica ed espressamente dedicata a questioni figurative, unico scultore lombardo nominato oltre a Cristoforo Solari. Notare come il Gaurico non citi i raffinati intagli del santuario dei Miracoli, bensì l'architettura e i potenti busti all'antica della Loggia, trasmettendo un chiaro segnale di gusto verso la modernità recepita in queste opere. Una vera e propria promessa di gloria, destinata tuttavia a rimanere nelle pagine del De Sculptura: dopo la prima, fortunata edizione fiorentina del 1504, il trattato non sarà più pubblicato in Italia per almeno trecento anni, trovando una certa diffusione solo oltralpe. Nessun rimando al Gaurico, infatti, è attestato nelle fonti locali e, in generale, in tutta la letteratura artistica fino al XIX secolo.

### Il malinteso di Giorgio Vasari e la caduta nell'oblio

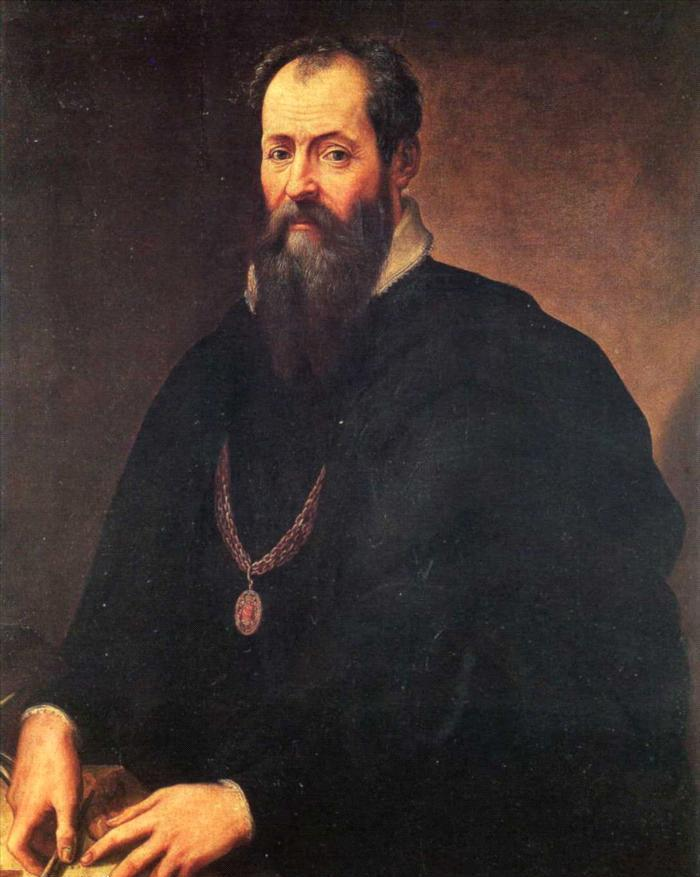
Autoritratto di Giorgio Vasari.

La principale responsabilità della caduta nell'oblio della figura di Gasparo Cairano, e della nascita di tutta una serie di equivoci su di essa, è però da attribuire a Giorgio Vasari. Nelle sue Vite de' più eccellenti pittori, scultori, e architettori, nello spazio dedicato ai lombardi, lo studioso afferma di essere stato "ultimamente a Brescia", dopodiché tesse le lodi dei grandi maestri della pittura locale, rilevando come sovente uno spiccato interesse più verso il tema pittorico che altri. La scultura rinascimentale trova un limitato accenno nelle poche parole spese per il luganese Giovanni Gaspare Pedoni, "che ha fatto molte cose in Cremona e in Brescia [...] che sono belle e laudabili", equivocando clamorosamente sull'identità dell'artista. Questo malinteso, di ingente portata per la critica artistica dei secoli a venire, è davvero singolare, dato che il Pedoni è completamente assente dal panorama della Brescia rinascimentale, sia come documenti, sia come opere prodotte.
Al momento della visita a Brescia e della compilazione delle pagine ad essa dedicate, Vasari è certo a conoscenza del De Sculptura di Pomponio Gaurico, dove è nominato il "Gaspar Mediolanensis" autore dei Cesari della Loggia. Tuttavia, è probabile che nessun bresciano sia stato in grado di raccontargli di più circa questo scultore, almeno stando all'ignoranza palesata dalle pur erudite fonti locali dell'epoca, tanto più che il gusto scultoreo era ormai radicalmente mutato con la rivoluzione manierista di Jacopo Sansovino. Non casualmente, infatti, l'unico scultore bresciano ricordato dal Vasari è Giacomo Medici, discepolo del Sansovino. Disponendo, in aggiunta, di informazioni sull'attività del Pedoni nella vicina Cremona, probabilmente il Vasari finisce per far coincidere le due personalità, identificando in Gaspare Pedoni luganese, cioè milanese, il "Gaspar Mediolanensis" del Gaurico e, forse, attribuendo l'ignoranza locale all'origine forestiera dello scultore. Con la pubblicazione delle Vite, il nome di Gasparo Cairano viene cancellato dalle nozioni bresciane, storiche e anagrafiche, per almeno duecento anni.
Alla fine del XVI secolo la letteratura artistica bresciana, pur interessandosi delle opere del proprio passato, soprattutto la Loggia e il suo ricco palinsesto di sculture, non ha più alcun modo di identificare i nomi degli scultori che le avevano prodotte. Valga come esempio il Supplimento di Patrizio Spini, composto nel 1585 come appendice all'edizione in volgare della cronaca di Elia Capriolo: Spini offre al lettore una lunga digressione sulla Loggia, in cui la quasi convulsa esaltazione di ogni dettaglio artistico del palazzo cozza decisamente contro il totale silenzio circa i nomi degli artisti responsabili di tanta magnificenza. Oltretutto, la partecipazione al cantiere del palazzo, riattivato a partire dalla metà del secolo, di grandi nomi quali Jacopo Sansovino, Andrea Palladio e Galeazzo Alessi aveva dirottato l'interesse degli eruditi verso questioni principalmente architettoniche, ponendo in secondo piano i caratteri scultorei.
L'ultima citazione cinquecentesca di Gasparo Cairano, curiosamente, non è da ricercarsi a Brescia, bensì a Salò: Bongianni Grattarolo, nella sua Historia della Riviera di Salò composta nel 1587 e stampata a Brescia nel 1599, ancora riesce a ricordare "un maestro Gasparo Bresciano" come autore del portale del duomo. Notare, comunque, come si tratti di un semplice ricordo onomastico, completamente disgiunto dalla sua identità storica e artistica, nonché dalle opere prodotte dallo scultore in città.

### Tra XVII e XVIII secolo

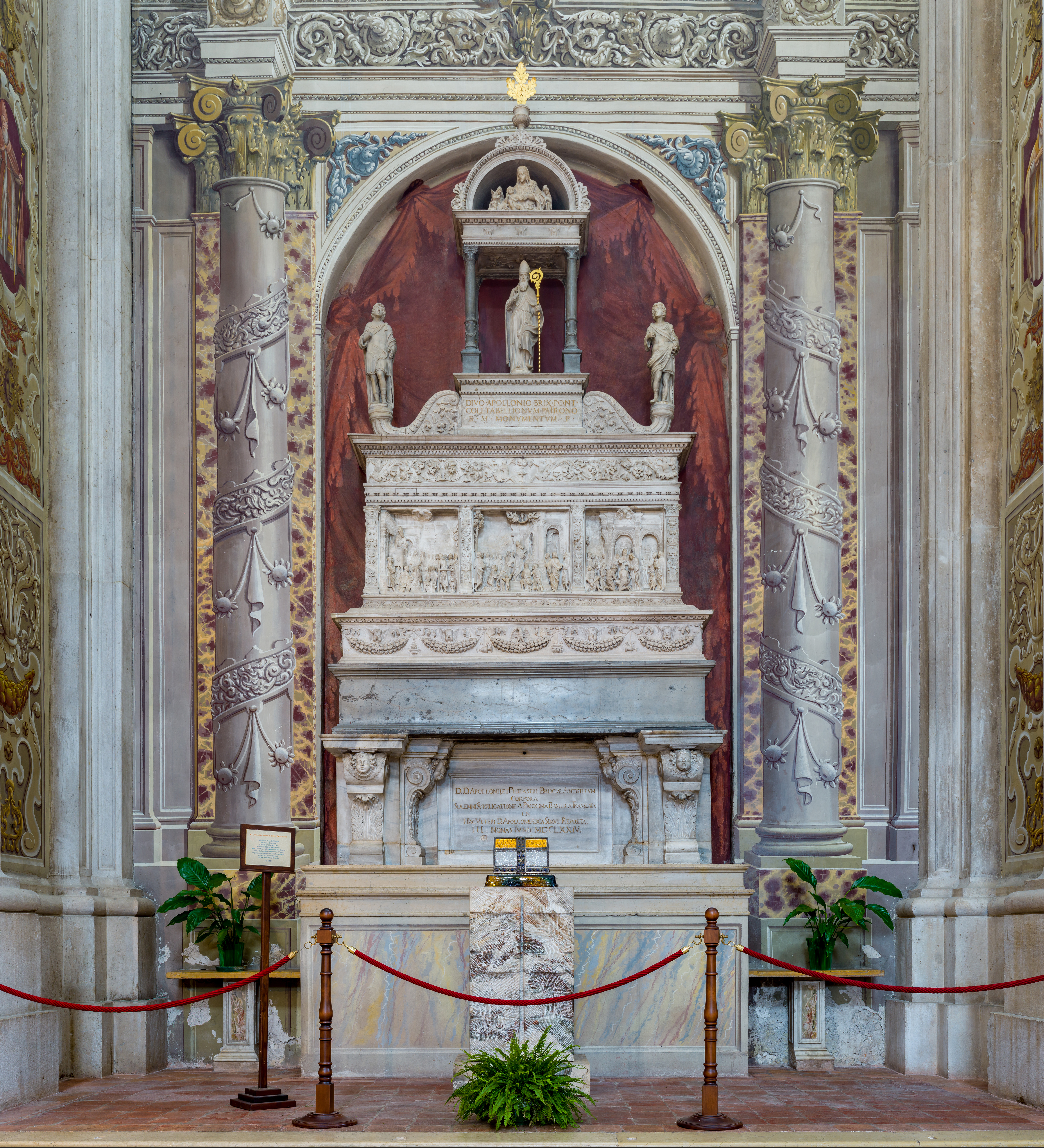
L'arca di sant'Apollonio (1508-1510).

Giunti al XVII secolo, la letteratura artistica bresciana si rivolge ormai al capitolo rinascimentale locale solo per esaltarne la scuola pittorica e i suoi grandi protagonisti, Moretto, Romanino e Vincenzo Foppa, lasciando nettamente scoperta la fioritura in campo scultoreo senza, tuttavia, cercare alcun rimedio a tale vuoto, quasi come se il problema non si ponesse. Nello stesso periodo, oltretutto, a Brescia come nel resto del nord Italia, si diffonde una particolare tipologia di letteratura artistica locale di stampo antivasariano, volta a riscattare tutte le personalità trascurate nelle Vite, ma pure questo nuovo filone non porta a risultati significativi. A Brescia, il più importante testo di questo genere è gli Elogi Historici di Bresciani illustri di Ottavio Rossi, stampato nel 1620, in cui l'autore tesse le lodi di tutti i più celebri pittori bresciani. Tuttavia, l'unico scultore locale citato è ancora il sansovinesco Giacomo Medici, lo stesso nominato da Giorgio Vasari e qualificato addirittura come "uno de' più rari Scoltori d'Italia". L'idea che produzioni come la facciata di Santa Maria dei Miracoli e i Cesari della Loggia siano di molto antecedenti al Medici non sembra riguardare l'erudito bresciano, anche se ciò potrebbe dipendere da una vera e propria incomprensione degli stili precedenti al manierismo introdotto da Sansovino. Viene quindi inaugurata una nuova corrente critica, quella di Giacomo Medici illustre artefice di opere bresciane, con consistenti ricadute nella bibliografia successiva al Rossi.
Sempre nel XVII secolo, però, hanno inizio i primi bagliori di interesse verso le opere scultoree del Rinascimento bresciano, chiaramente del tutto incomprese ma comunque in grado di suscitare la curiosità della letteratura locale. In primo luogo si ha la guida della città di Bernardino Faino, la più antica in ordine di tempo tra le guide storiche di Brescia. Lo studioso vede l'arca di sant'Apollonio e le sue "istorie picole del istesso Santo, bellissime", premurandosi di specificare che "non si sa l'autore di quest'opera, essendo cosa anticha". Allo stesso modo, l'Adorazione Caprioli, che il Faino vede correttamente montata nel perduto sepolcro di Luigi Caprioli in San Giorgio, viene detta "cosa fatta diligentemente, cosa molto anticha". Simili apprezzamenti per il rilievo Caprioli si trovano nel Giardino della Pittura di Francesco Paglia, scritto tra il 1675 e il 1713. Addirittura, nel capitolo dedicato al Duomo vecchio, dopo aver omaggiato il monumento funebre di Domenico Bollani di Alessandro Vittoria, il Paglia reputa che "sia bene tralasciar certe altre cosette", riferendosi niente di meno che all'arca di Berardo Maggi e al monumento funebre di Domenico de Dominici, per ammirare una "arca intagliata di bellissime figurette di candido marmo", ossia l'arca di sant'Apollonio che, in quegli anni, era riposta nella cattedrale invernale. Nella trionfale lode alla Loggia, il Paglia azzarda anche alcune attribuzioni, coinvolgendo Bramante e nuovamente Giacomo Medici, i cui nomi poteva trarre dalla letteratura precedente.
Considerazioni sullo stesso livello delle precedenti sono elaborate anche da Giulio Antonio Averoldi nella sua guida di Brescia stampata nel 1700, nella quale vengono largamente elogiate anche le sculture di San Pietro in Oliveto, dalla guida di Francesco Maccarinelli, composta a metà XVIII secolo e, in misura minore, da quella di Giovanni Battista Carboni del 1760. Notevole, comunque, come le Notizie istoriche delli pittori, scultori e architetti bresciani del Carboni siano totalmente lacunose circa gli scultori del Rinascimento locale.

### Le ricerche di Zamboni e la resurrezione del nome di Cairano

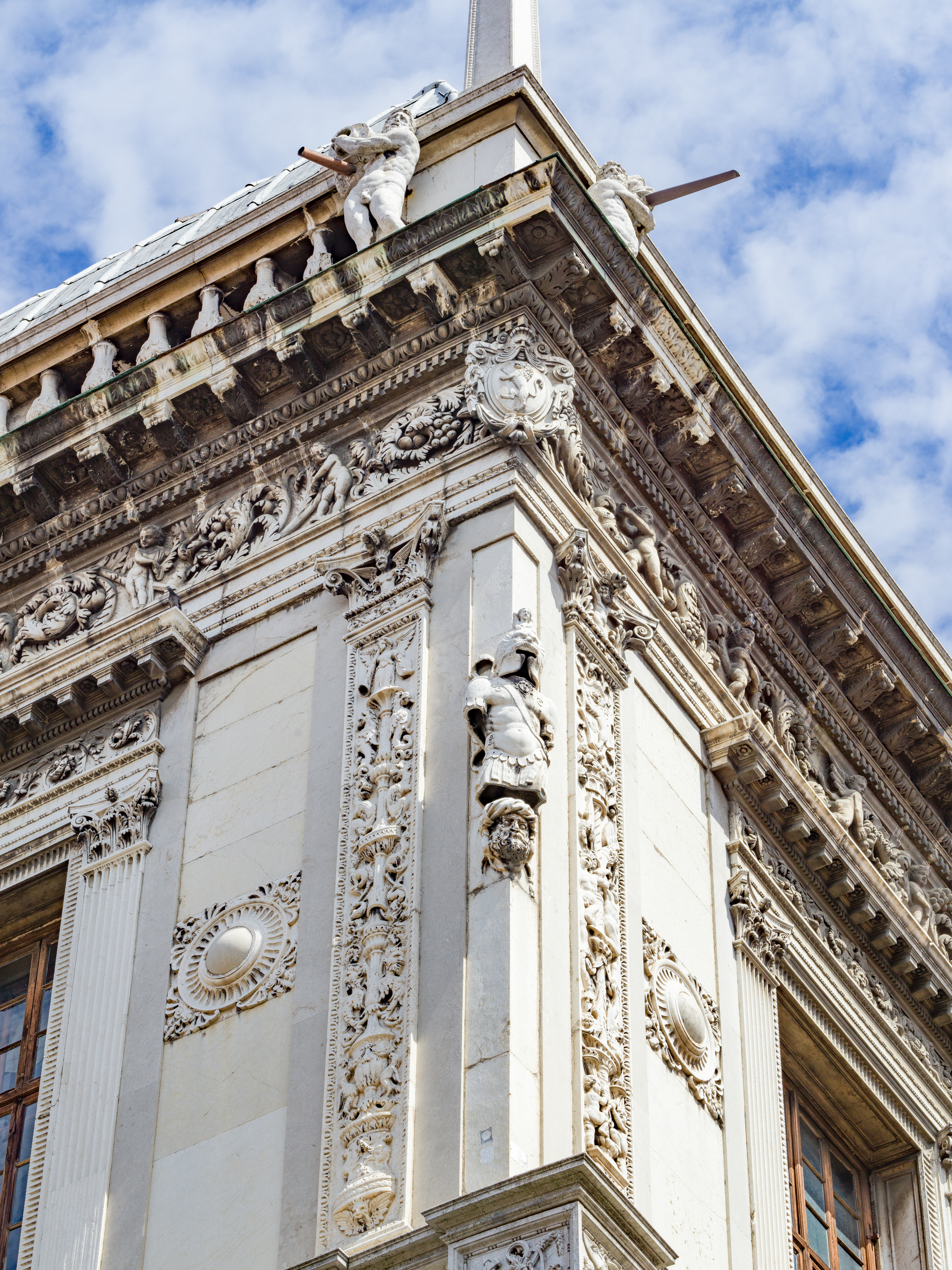
Dettaglio delle sculture e delle membrature architettoniche della Loggia di Brescia (1495-1505).

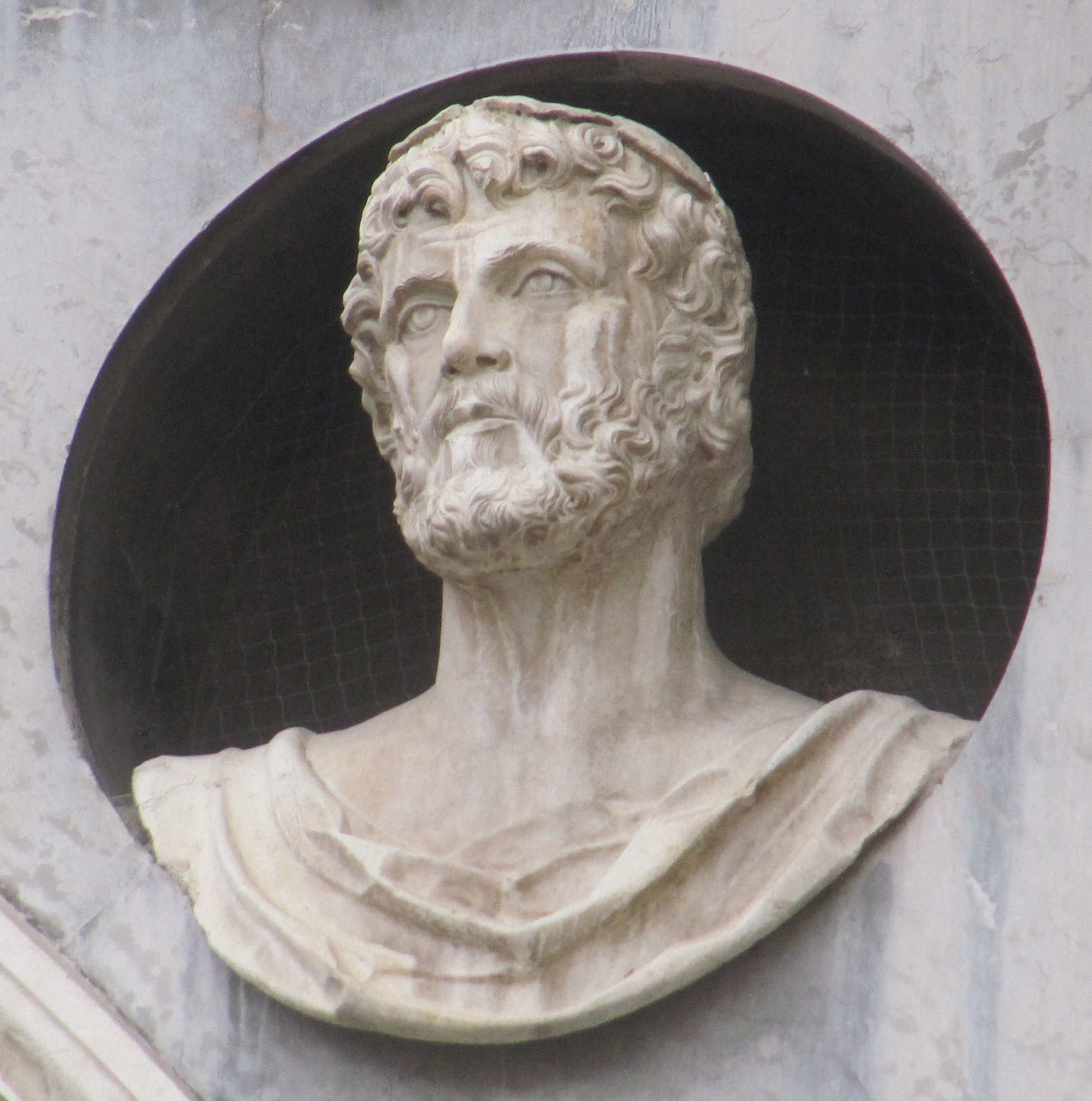
Gasparo Cairano, Cesare (fine XV secolo).

Dalla metà del XVIII secolo, quindi, si assiste alla nascita di un inedito interesse alla conoscenza dell'arte bresciana e dei suoi protagonisti, presenti e passati, certo favorito da una maturazione culturale in fatto di studi storici. Inoltre, in questo stesso periodo la Loggia viene investita da un piano di rilancio che porterà alla ristrutturazione della piazza e all'erezione della nuova copertura di Luigi Vanvitelli, rimasta incompiuta, con anche un risveglio dell'orgoglio municipalistico bresciano, il quale era imperniato, per sua stessa natura, attorno al palazzo comunale. All'interno di questo rinnovato clima sono dunque da leggersi le Memorie pubblicate da Baldassarre Zamboni nel 1778, a quanto pare sovvenzionate proprio dal Comune. L'opera dello Zamboni rappresenta, di fatto, la prima ricerca storica nel senso moderno del termine affrontata dal panorama letterario bresciano, costruita consultando, interrogando e riordinando documenti e confrontando le fonti con la storiografia e le testimonianze materiali. Affrontando il problema da questo punto di vista, e con questi presupposti, lo Zamboni trascrive e rende nota una enorme quantità di notizie, attingendo prima alle Provvisioni comunali, ancora oggi esistenti, ma soprattutto ai perduti, e all'epoca insondati, bollettari del Comune di Brescia, traendo per la prima volta non solo la reale cronologia, ma anche i nomi di tutti i protagonisti di una fase storica del tutto dimenticata. E così, finalmente:
(Baldassarre Zamboni, Memorie intorno alle pubbliche fabbriche più insigni più insigni della città di Brescia, p. 44.)
L'importanza della ricerca di Baldassarre Zamboni sta proprio nell'aver trascritto questi documenti, oggi perduti: tuttavia, la gigantesca quantità di dati raccolti gli permise di ricomporre solo una selezionatissima sintesi, che rimane comunque l'unica testimonianza superstite dei fatti e dei nomi in essa riportati. Le rivoluzionarie scoperte dell'erudito vengono quasi subito recepite dalla letteratura artistica italiana e anche d'oltralpe. Zamboni studia anche la chiesa di Santa Maria dei Miracoli, limitandosi però a consultare il solo archivio comunale che non custodiva i libri contabili, collocati invece nell'archivio della stessa chiesa. I documenti recuperati, quindi, lo portano a datare l'esecuzione della facciata nel 1557, in sovrapposizione a una "Cappella fatta tumultuariamente, e con estrema sollecitudine" attorno al 1488: va così persa questa preziosa occasione per trascrivere informazioni circa quest'altra fabbrica, che andranno a loro volta perdute un secolo più tardi.

### Ripresa del malinteso vasariano
Le nuove scoperte condotte a Brescia, però, erano ben lontane dal riportare le opere e i nomi del Rinascimento bresciano agli onori della letteratura artistica che, incredibilmente, stava per ricadere in un nuovo, lungo capitolo di errori e malintesi. Nel 1774 vengono pubblicate le Notizie istoriche de' pittori, scultori ed architetti cremonesi di Giovanni Battista Zaist, in cui l'autore, trattando di Gaspare Pedoni, muove il passo verso Brescia per cercare conferma alla flebile citazione del Vasari. E così, la facciata del santuario dei Miracoli viene completamente attribuita allo scalpello del Pedoni, in quanto "sembra che quest'Opera corrisponda all'altre sue, che abbiam qui esistenti in Cremona, e fatte da lui circa gli stessi tempi, siccome così parla Giorgio Vasari". L'attribuzione elaborata dallo Zaist ha pesantissime ricadute sulla letteratura artistica non solo cremonese, ma anche bresciana, la quale tra l'altro necessitava per colmare il vuoto ancora aperto, o quasi, sulla paternità dell'opera.
Si arriva quindi al termine del XVIII secolo con un panorama conoscitivo della realtà rinascimentale scultorea bresciana più avanzato rispetto al passato, ma forse anche più confuso da una vera e propria dissociazione critica: lo Zamboni ha ormai restituito senza alcun dubbio la paternità delle sculture della Loggia a Gasparo Cairano, quale principale artefice di esse, e a tutti gli altri artisti che vi avevano preso parte, mentre sul santuario dei Miracoli grava ancora l'errore vasariano, tornato alla ribalta dall'attribuzione, del tutto infondata, dello Zaist.

### Guide e studi ottocenteschi

Ritratto di Leopoldo Cicognara.

Le analisi critiche ottocentesche vengono inaugurate dalla Storia della scultura di Leopoldo Cicognara, precisamente dal secondo volume, pubblicato nel 1816, contenente il capitolo sui lombardi. Incredibilmente, dopo aver parlato dell'attività cremonese di Gaspare Pedoni, il Cicognara si sposta su Brescia e afferma:
(Leopoldo Cicognara, Storia della scultura, p. 186.)
L'attribuzione dello storico contiene molte stranezze: in primo luogo, non è chiaro per quale motivo egli faccia ricadere la facciata bresciana su Cristoforo Pedoni, figlio di Gaspare, che all'epoca forse non era nemmeno nato. Ma soprattutto, è questo l'unico accenno alla parabola rinascimentale bresciana. Non vi è traccia di Pomponio Gaurico, del Michiel, e nemmeno delle recentissime scoperte di Baldassarre Zamboni. La situazione assume caratteri paradossali nel momento in cui, centocinquanta pagine dopo, dimostra non solo di conoscere lo Zamboni ma, dopo averlo elogiato per la minuziosità con cui ha investigato negli archivi bresciani, afferma inoltre:
(Leopoldo Cicognara, Storia della scultura, pp. 349-350.)
Il Cicognara equivoca praticamente su tutto, traendo dallo Zamboni, che pur dimostra di conoscere nel dettaglio, solo date e nomi riguardanti il cantiere tardo cinquecentesco della Loggia, tralasciando in modo inspiegabile tutti i dati relativi alla fase quattrocentesca. In aggiunta, una volta citati i due scultori forestieri, lo storico vi affianca il noto Giacomo Medici, deducendolo nuovamente da Giorgio Vasari e completando così una ricostruzione che allo stesso tempo riesce ad essere sia basata su fonti recenti, sia errata e fuorviante.
Nel 1826 Paolo Brognoli, erudito in campo artistico e collezionista, pubblica la prima guida ottocentesca di Brescia. Per la corretta attribuzione e datazione delle opere trattate, lo studioso procede a una serie di ricerche archivistiche, che lo portano per la prima volta a elaborare precise considerazioni stilistiche su quanto osservato. Apprezza il mausoleo Martinengo, confessando che "non mi è riuscito di venire a cognizione degli abili artisti di questi lavori". Per l'arca di sant'Apollonio conduce un'accurata ricerca nell'archivio comunale, che gli permette di ricostruire parzialmente le circostanze della commissione, tuttavia non riesce a trovare "il contratto collo scultore che ha lavorato quest'arca [...], interessandomi ciò in particolare per aver io pure nelle mie stanze un monumento dello stesso scalpello stato lavorato nel 1494", "coll'iscrizione che ricordava la memoria di Luigi Caprioli". Il Brognoli sta parlando nientemeno che dell'Adorazione Caprioli, che per la prima volta in assoluto collega scientemente con un'altra opera di Gasparo Cairano, senza basarsi su precedenti fonti letterarie, bensì su considerazioni esclusivamente stilistiche.

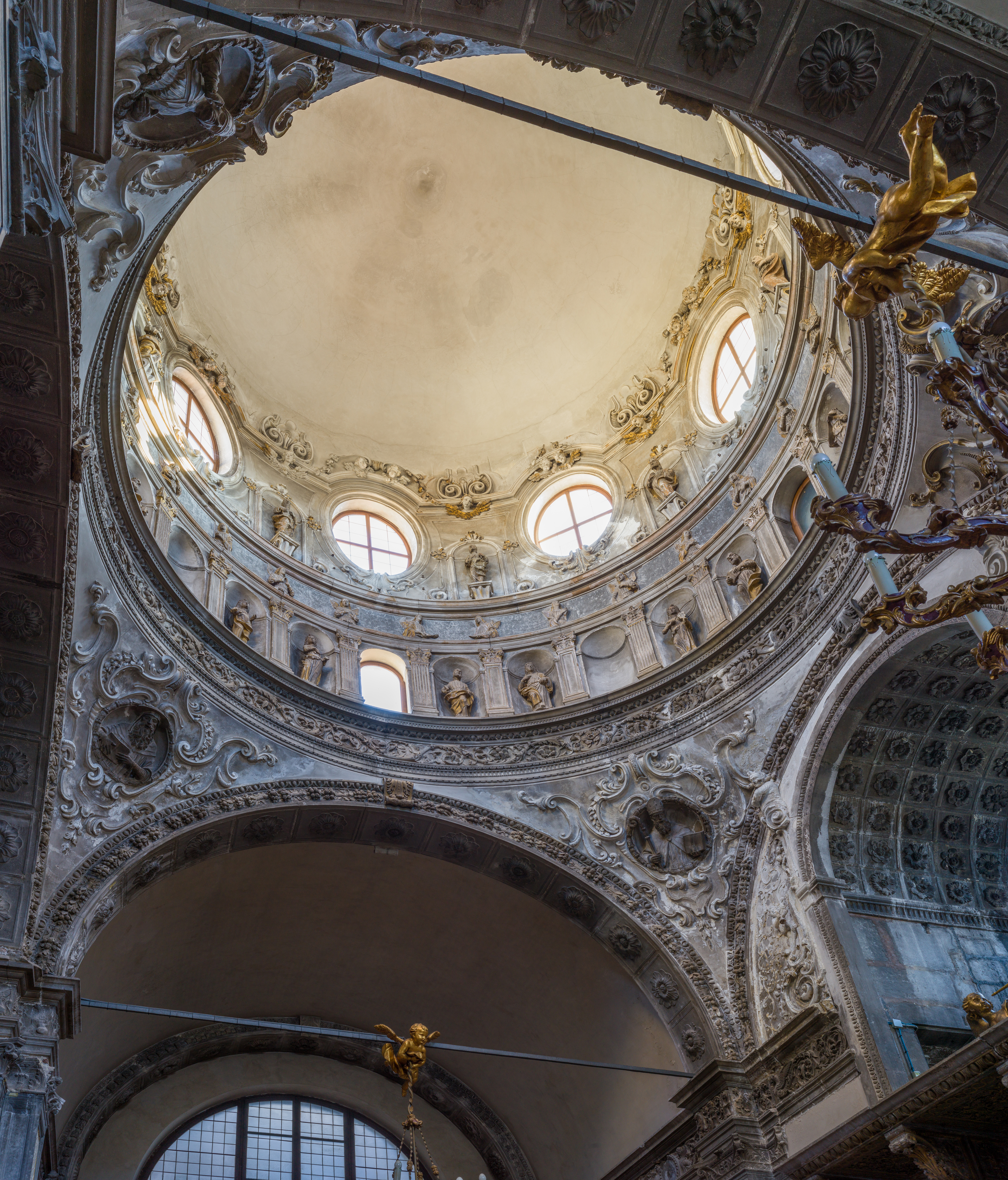
La cupola della chiesa di Santa Maria dei Miracoli con il ciclo degli Apostoli di Gasparo Cairano e quello degli Angeli di Antonio della Porta (1489).

Chiesa di Santa Maria dei Miracoli, interni (ultimo decennio del XV secolo).

Subito dopo la pubblicazione della guida del Brognoli, l'Ateneo di Brescia commissiona ad Alessandro Sala una nuova guida, pubblicata nel 1834. Su ammissione dello stesso autore, l'opera si prepone di offrire solo un pratico strumento di supporto ad uso turistico, senza particolari pretese di spessore informativo. Dispiace molto un presupposto di questo tipo, dal momento che il Sala, dovendo dare informazioni circa la facciata di Santa Maria dei Miracoli, consulta forse per la prima volta l'archivio della chiesa, traendone nomi e fatti restituiti però con la massima sintesi. Tuttavia, le informazioni date dal Sala sono telegrafiche quanto importantissime:
(Alessandro Sala, Pitture ed altri oggetti di belle arti in Brescia, p. 90.)
Il Sala ammette quindi l'esistenza di certi "libri della fabbrica", denunciando che vi erano nominati molti artisti, ai quali però non erano attribuite con precisione le opere eseguite. Non è detto esplicitamente, ma è chiaro che, attingendo dalle medesime fonti, è in grado anche di scrivere che "il primo architetto di questo tempio fu certo Maestro Jacopo", informazione importantissima e unica dal punto di vista letterario. La chiave di composizione della guida, tuttavia, lo porta non solo ad omettere ogni datazione, ma anche a non formulare qualsivoglia collegamento stilistico con i documentati e omonimi Gasparo da Milano e Antonio della Porta attivi alla Loggia, né ad accorgersi della coincidenza onomastica tra il citato Maestro Jacopo e il Jacopo da Verona attivo sempre alla Loggia secondo lo Zamboni: va così persa l'ennesima occasione chiarificatrice, che tra l'altro avrebbe potuto fondarsi sui basilari, quanto insondati, "libri della fabbrica" di Santa Maria dei Miracoli.
Tutto ciò porta la successiva bibliografia a non dare molta attenzione a quanto riportato dal Sala o, meglio, a non sostituire con le poco sostanziose scoperte del Sala l'intera letteratura artistica precedente, che rimane come punto di riferimento da integrare con i nomi avanzati dall'erudito bresciano. Di fatto, si inaugura la tendenza a separare criticamente la facciata del santuario, sulla quale rimane arroccato il Pedoni, dalle sculture interne. Emblematico in questo senso è il passo della guida di Brescia di Federico Odorici, del 1853, relativo alla chiesa dei Miracoli:
(Federico Odorici, Storie bresciane dai primi tempi fino all'età nostra narrate da Federico Odorici, pp. 99-100.)
In questa intricata confusione attributiva, pure parzialmente corretta, l'unico nome davvero celebrato rimane comunque quello del Pedoni, dato che l'Odorici ha modo di apprezzare molto più l'ornato all'antica della facciata che le statue interne, solamente nominate assieme ai loro autori i quali, in ogni caso, non vanno oltre la segnalazione onomastica. Nessuna congettura stilistica o attributiva è infatti condotta sulle decorazioni della Loggia, né sull'arca di sant'Apollonio, né sul mausoleo Martinengo, elogiati esclusivamente per il pregio formale.

### Entusiasmo rinascimentale nella Brescia postunitaria

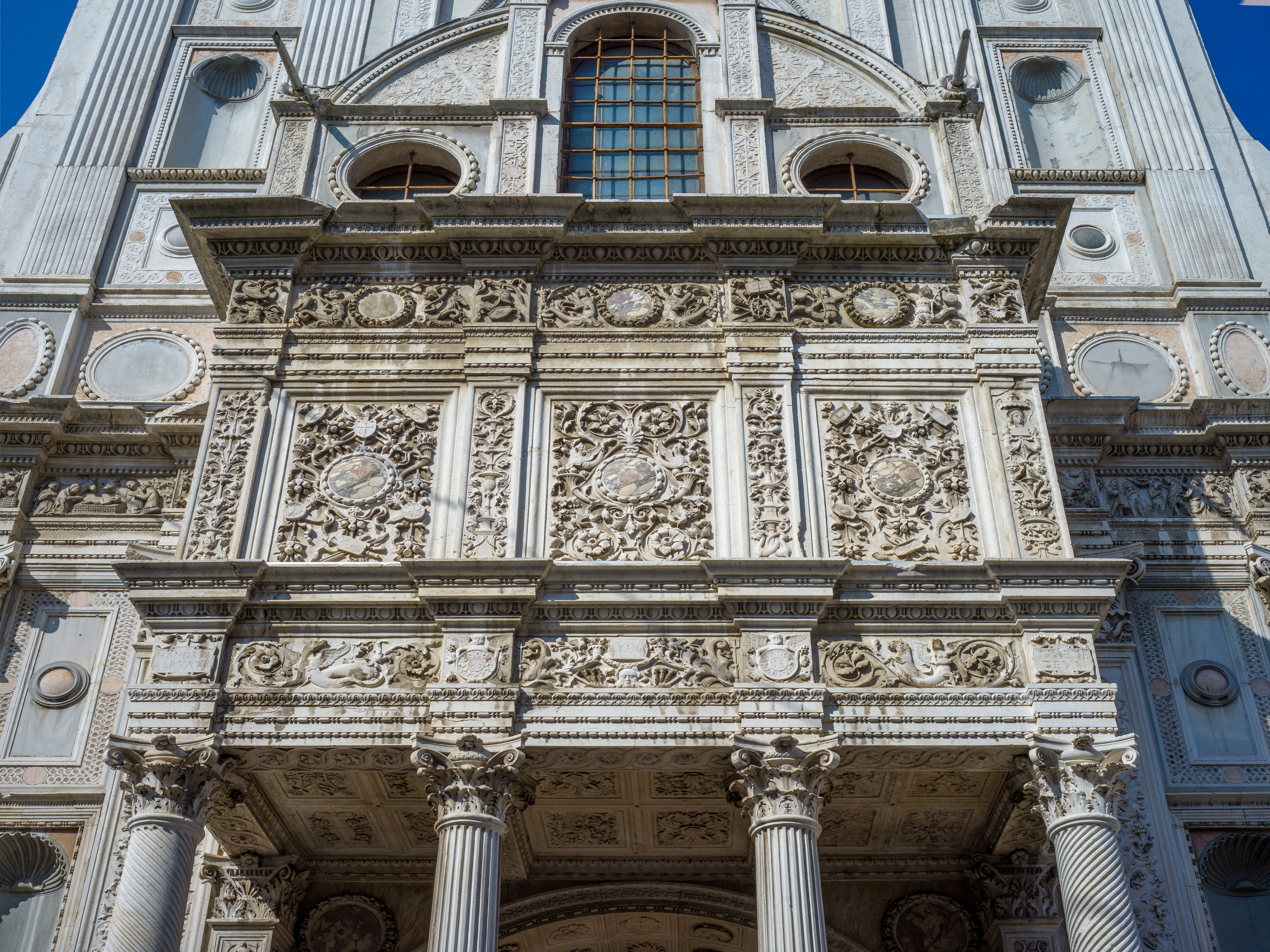
Chiesa di Santa Maria dei Miracoli, facciata (fine XV secolo).

L'unità d'Italia, come per altre città italiane, segna anche per Brescia l'inizio di una nuova era delle istituzioni preposte alla tutela del patrimonio artistico e monumentale, nonché alla sua valorizzazione con mirati interventi di restauro, recupero o, talvolta, distruzione di quanto non ritenuto degno di conservazione. Tuttavia, il rinnovato entusiasmo per il Rinascimento bresciano su tutti i fronti non ottiene, in parallelo, uno sviluppo delle conoscenze circa i suoi maestri. Preceduto da una citazione del Cocchetti nel 1859, è nel Dizionario degli artisti bresciani di Stefano Fenaroli del 1877 che compare per la prima volta, nella letteratura artistica bresciana, lo scultore Maffeo Olivieri, a cui il Fenaroli, basandosi sullo stile dei due candelabri bronzei della basilica di San Marco a Venezia, firmati e datati, attribuisce anche i medaglioni del mausoleo Martinengo.
Questa prima apertura critica dell'Olivieri verso le opere del Rinascimento bresciano avrà pesanti ricadute all'inizio del XX secolo, come si vedrà più avanti. Lo stesso dizionario del Fenaroli, comunque, rappresenta un caposaldo per le conoscenze sulla storia dell'arte bresciana: per la prima volta vengono condotte ricerche documentarie negli archivi comunali, approfondendo quanto già rinvenuto dallo Zamboni, con scoperte di fondamentale importanza per artisti quali Moretto, Romanino, Floriano Ferramola, Stefano Lamberti e altri, riportate in modo discorsivo nella prima sezione del Dizionario. Dopo una sezione dedicata ai documenti, il volume si chiude con un'appendice in cui sono elencati schematicamente i "nomi degli artisti bresciani dei quali non si conoscono opere". Di fronte a un'opera letteraria tanto completa, stupisce l'ormai reiterata assenza di Gasparo Cairano, del Tamagnino e di qualsiasi personalità in campo scultoreo dell'epoca. Gasparo da Milano non è citato in nessun luogo, nemmeno tra gli artisti sconosciuti, pur essendo noti i documenti d'archivio che ne riportano il nome.
Ormai pesantissima quanto inspiegabile, questa assenza di nomi e fatti della scultura rinascimentale bresciana si ripete inesorabile in una serie di testi successivi. Andrea Cassa, nei suoi Appunti su alcuni monumenti bresciani, tra cui Santa Maria dei Miracoli e la Loggia, dimostra di aver consultato l'archivio del santuario ma non nomina né Gasparo Cairano né il Tamagnino, tessendo piuttosto le lodi di Giovanni Gaspare Pedoni per il mirabile lavoro sulla facciata. Tra l'altro, non trovando il nome del Pedoni nell'archivio del santuario, informazione che avrebbe supportato la sua tesi, il Cassa falsifica la propria fonte, ossia il testo di Baldassarre Zamboni, dicendo che quest'ultimo aveva trovato il nome di Gaspare Pedoni nell'archivio della Loggia, quando l'unico Pedoni segnalato dallo studioso è il figlio Cristoforo Pedoni, attivo su alcune porzioni del cornicione superiore nella seconda metà del XVI secolo. Ma anche Giuseppe Merzario, nell'importante testo I maestri comacini del 1893, non ha dubbi nell'identificare in Gaspare Pedoni il Gasparo dei documenti bresciani, riconfermandolo quale assoluto protagonista della scultura bresciana del periodo.

### Luigi Arcioni e il primo dietro front critico

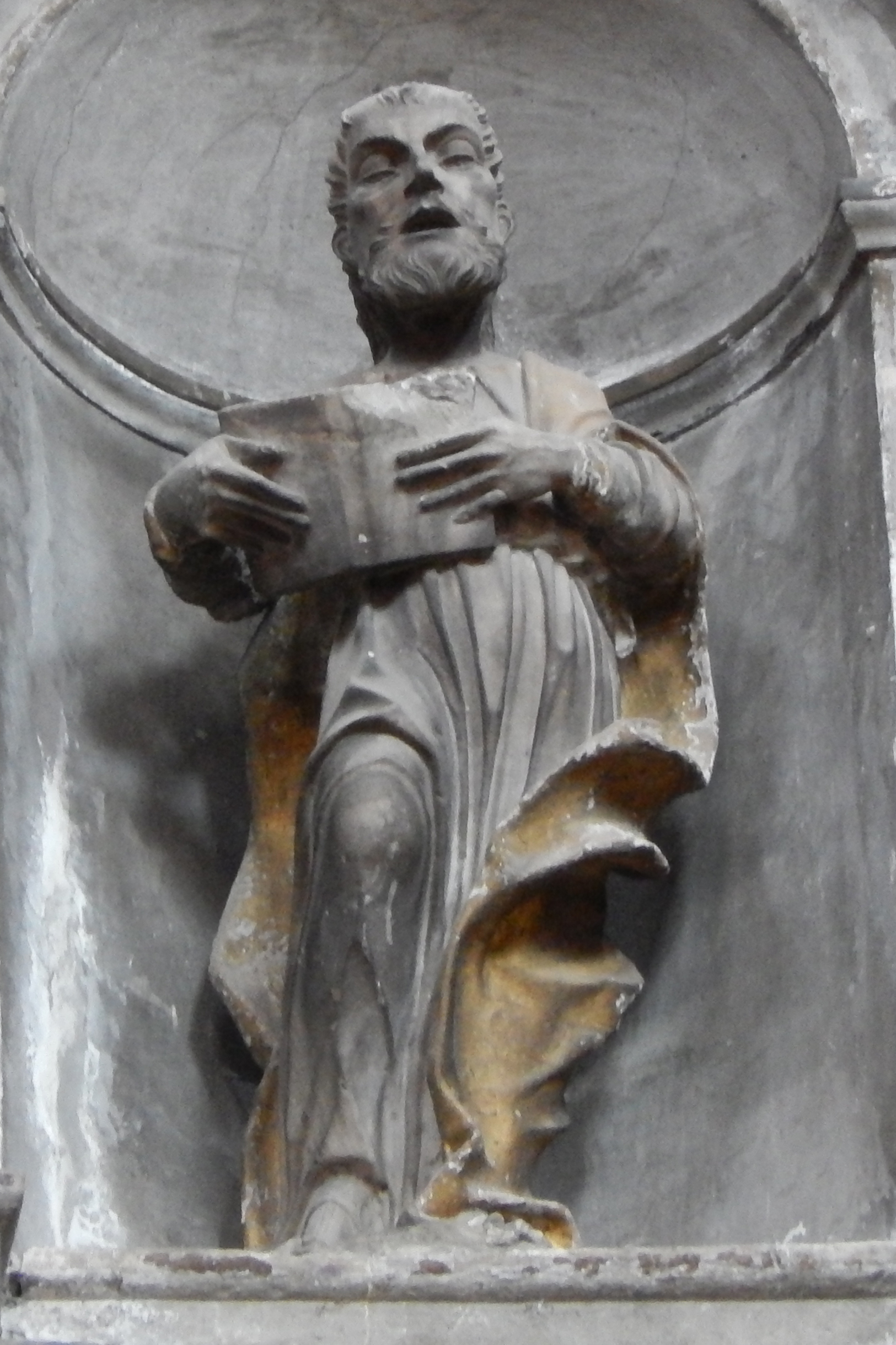
Gasparo Cairano, Apostolo (1489).

Spetta all'architetto Luigi Arcioni mettere ordine in questo disordinato panorama, sfatando i miti e dando il giusto peso alle certezze. I contributi dell'Arcioni, al tempo editi solo parzialmente sotto forma di una serie di articoli tra il 1896 e il 1897, riguardano la Loggia e il santuario dei Miracoli, i due monumenti il cui restauro interessava la commissione municipale preposta alla conservazione dei monumenti, della quale l'Arcioni era membro. Lo studioso opera una vera e propria resa dei conti, raccogliendo le fonti sicure ed escludendo tutto ciò che non poteva essere verificato o che, in alcuni casi, era possibile smentire. Il convinto presupposto porta a importanti risultati già dal primo articolo sulla storiografia del santuario dei Miracoli, pubblicato nel 1896: cita Gasparo Cairano, Antonio della Porta, Giovanni e Cristoforo dell'Ostello, rilevandone la presenza anche nel cantiere della Loggia. Al contrario, esclude la paternità di Gaspare Pedoni sulla facciata, non solo per l'assenza del suo nome nei documenti, ma per la prima volta sulla base di raffronti stilistici con le sue opere cremonesi note. Interpretando correttamente le fonti d'archivio, evita comunque di attribuirla a Gasparo Cairano o ad Antonio della Porta, segnalati come figuristi e non come decoratori. Li riconosce inoltre come gli stessi autori del ciclo di Cesari sui fronti della Loggia e ne apprezza l'avvenuta evoluzione artistica:
(Valerio Terraroli, Luigi Arcioni. Progetti e restauri a Brescia tra Ottocento e Novecento, pp. 215-216.)
Per la prima volta nella letteratura artistica, unifica Antonio della Porta e lo scultore soprannominato Tamagnino in un'unica personalità artistica e, fatto a sua volta inedito, collega il Maestro Jacopo rinvenuto da Alessandro Sala, rimasto finora ignorato, con il Jacopo da Verona citato nei documenti della Loggia.
Mentre Luigi Arcioni pubblica i suoi importanti risultati sulla scultura rinascimentale bresciana, il docente milanese Alfredo Melani pubblica in "Arte e Storia", nel 1899, un articolo sul mausoleo Martinengo, dove vengono avanzate con una certa convinzione attribuzioni al di fuori di qualsiasi supporto documentario e bibliografico:
(Alfredo Melani, Il monumento di Marc'Antonio Martinengo della Pallata a Brescia in "Arte e Storia", XVIII, 9-10, p. 59.)
Davvero improbabile, soprattutto, è il richiamo a Giacomo Faustinetti, attivo più che altro negli anni 1550. Come architetto della chiesa dei Miracoli, invece, arriva a battezzare un inesistente "Jacopo del Sala" dicendolo tratto dagli studi di Luigi Arcioni, quando quest'ultimo, nei suoi scritti, cita effettivamente un "Jacopo del Sala" ma banalmente in riferimento al Maestro Jacopo rinvenuto da Alessandro Sala nel 1834.

### Meyer: Cairano torna sulla scena della critica

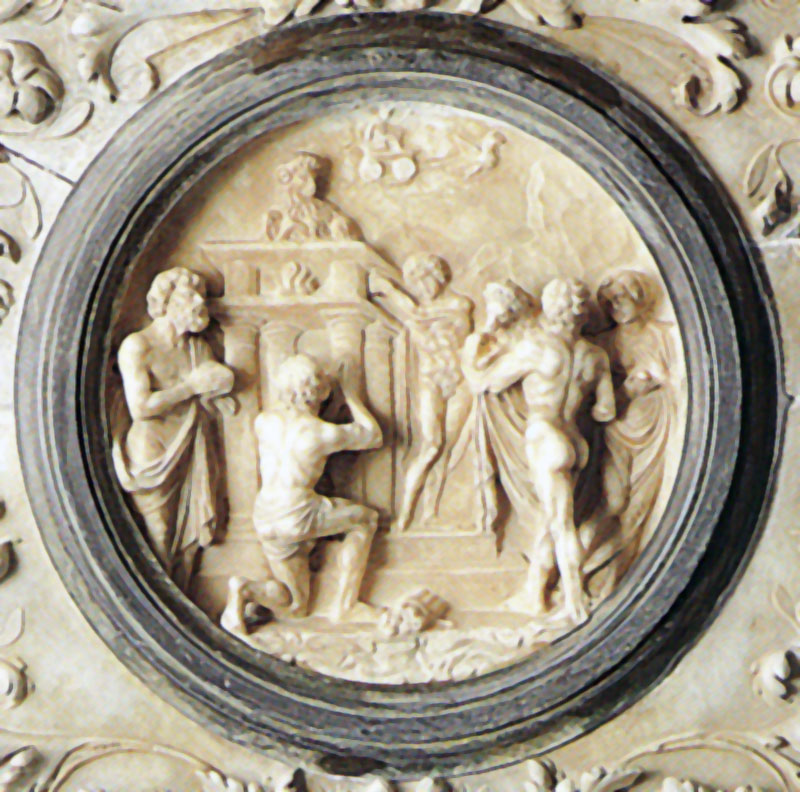
Gasparo Cairano, mausoleo Martinengo, Scena di sacrificio (post 1510).

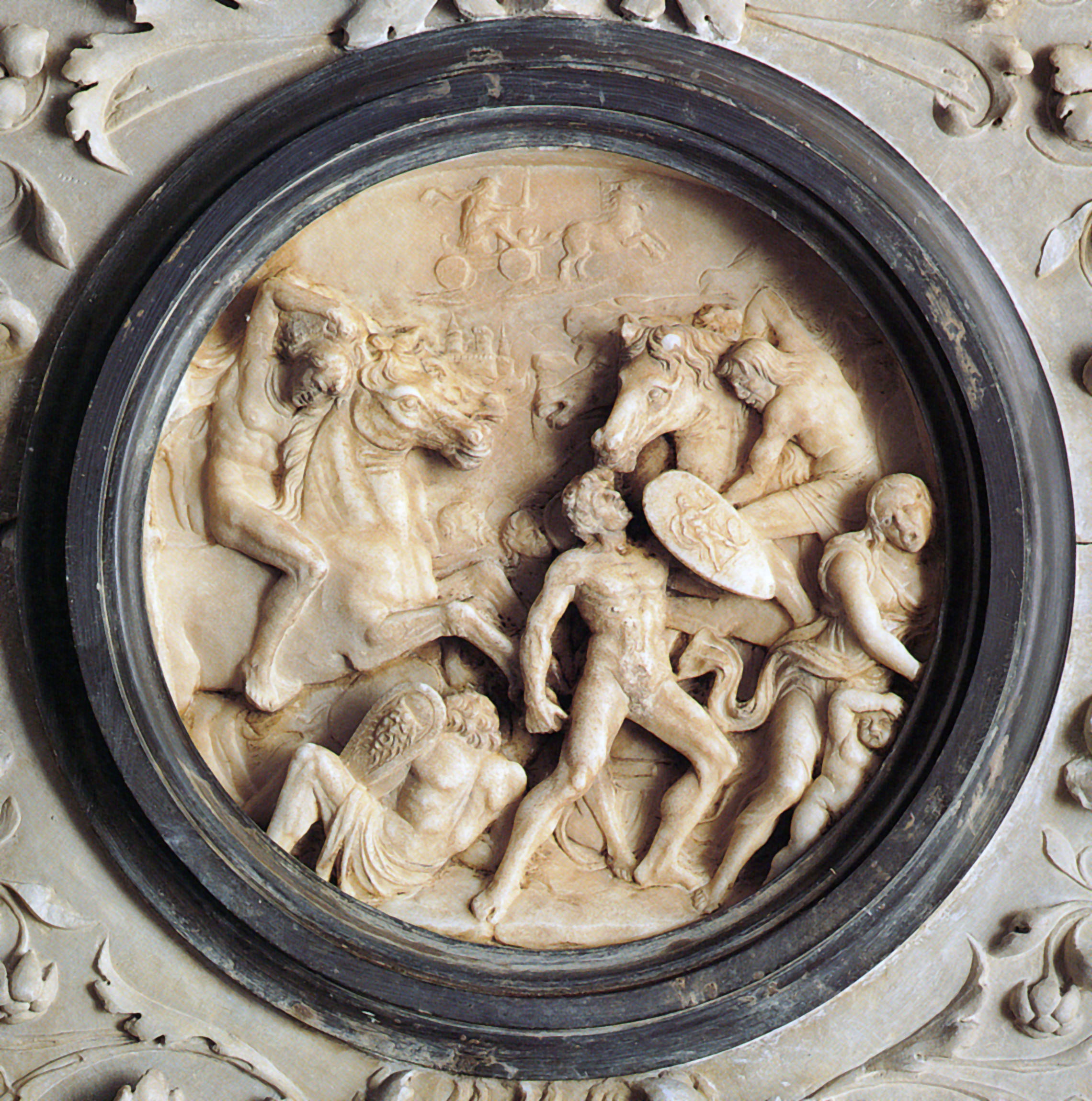
Gasparo Cairano, mausoleo Martinengo, Scena di battaglia (post 1510).

La prima svolta significativa per la storiografia della scultura rinascimentale bresciana è il secondo volume del Oberitalienische Frührenaissance di Alfred Gotthold Meyer, edito a Berlino nel 1900: il testo dedica un intero capitolo alla scultura e all'architettura bresciana, individuandole per la prima volta come specifico caso critico da affrontare separatamente dal più ampio contesto lombardo, con un'analisi dettagliata delle opere e della bibliografia, anche locale. Tuttavia, i tempi non ancora maturi portano lo studioso a commettere diversi errori di datazione e attribuzione, nonché alcune omissioni, il tutto a causa dell'influenza della letteratura artistica a lui contemporanea. In primo luogo, Meyer riesuma il "Gaspar mediolanensis" di Pomponio Gaurico e dello Zamboni e lo separa dal Gaspare Pedoni citato da Vasari, che tiene comunque in considerazione. Traendo le proprie conclusioni sui vari documenti pubblicati localmente, dal Sala all'Arcioni, delinea quindi la scuola bresciana come separata in due differenti settori operativi di decoratori e figuristi: a capo della prima categoria assegna Gaspare Pedoni e Stefano Lamberti, a capo della seconda Gasparo Cairano e Antonio della Porta.
Dichiarando una precisa predilezione per Gasparo Cairano, il Meyer procede alla ricostruzione di un catalogo di opere, note e supposte, ognuna inserita in un determinato contesto di precisi riferimenti artistici lombardi: ai documentati Apostoli del santuario dei Miracoli e ai Cesari della Loggia aggiunge l'arca di sant'Apollonio, l'Adorazione Caprioli e l'altare di san Girolamo in San Francesco, riconoscendone per la prima volta l'assoluta originalità nella trasposizione cilindrica della Zuffa degli Dei marini del Mantegna. Meyer suppone anche una partecipazione di Gasparo al mausoleo Martinengo, tuttavia l'annoso equivoco sulla datazione del monumento, allora collocato tra il 1526 e il 1530, porta lo studioso ad assegnarlo quasi completamente a Stefano Lamberti, che vede anche come autore degli ornamenti in facciata a Santa Maria dei Miracoli assieme al Pedoni. Dalla trattazione, come già accennato, sono omesse opere significative quali i rilievi di San Pietro in Oliveto e, soprattutto, il portale del duomo di Salò, che forse lo studioso tedesco non conosceva.
La pesante cappa di sfortuna critica gravante sulla storiografia della scultura rinascimentale bresciana e sulla figura di Gasparo Cairano, artista che stava ormai assumendo spessore e importanza sempre maggiori, doveva però ricadere anche sull'originale ricostruzione del Meyer: la redazione in tedesco arcaico limita molto la diffusione del testo, che a Brescia conosce infatti scarsissimo successo, arrivando ad essere addirittura ignorato.
Nel primo trentennio del XX secolo, il testo del Meyer e le altre fonti bresciane provocano ricadute piuttosto diversificate sulla critica che, secondo differenti chiavi di lettura, affronta l'argomento. Francesco Malaguzzi Valeri, nel 1904, è uno dei primi a tenere conto del contributo dello studioso tedesco nella sua monografia su Giovanni Antonio Amadeo del 1904, trattando tuttavia della questione bresciana solo in un breve e sbrigativo passo. Il volume dedicato a Brescia della collana "Italia artistica", redatto nel 1909 da Antonio Ugoletti, si sofferma soprattutto sulla Loggia e su Santa Maria dei Miracoli, attingendo a selezionati documenti. Forse per la prima volta dopo alcuni secoli, non si trova alcuna citazione di Gaspare Pedoni, fatto significativo trattandosi di un testo di impronta turistica e divulgativa. Al contrario, la guida di Brescia di Giorgio Nicodemi, edita nei primi anni 1920, ricostruisce un quadro decisamente disorganico e frammentario della scultura rinascimentale bresciana, avanzando raffronti stilistici molto generici e senza mai nominare né Gasparo Cairano, né il Tamagnino, né alcun altro documentato scultore dell'epoca. Il risultato complessivo è decisamente povero e superficiale, soprattutto in relazione alla letteratura artistica a lui contemporanea, che stava ormai approcciandosi alla questione bresciana in modo totalmente differente.
Lo scarso interesse per la statuaria bresciana rinascimentale dimostrato da Giorgio Nicodemi in quest'opera si palesa con ricadute maggiori nella sua monografia sul Bambaia del 1925, dove pubblica le due statuette di Virtù assegnandole a questo scultore senza accorgersi dell'identità quasi grammaticale tra esse e le figure sull'arca di sant'Apollonio. Adolfo Venturi, invece, nella Storia dell'arte italiana del 1924, si rivolge alla Loggia e al santuario dei Miracoli esclusivamente come problemi di architettura di fine XV secolo, senza una parola sulle sculture, mentre Silvio Vigezzi, ne La scultura lombarda del Cinquecento del 1929, riporta la facciata del santuario dei Miracoli sotto lo scalpello di Gaspare Pedoni, al quale attribuisce inoltre, senza alcuna fonte documentaria o significativi raffronti stilistici, l'arca di sant'Apollonio, il monumento funebre di Nicolò Orsini e il mausoleo Martinengo.

### La ricerca archivistica di Paolo Guerrini

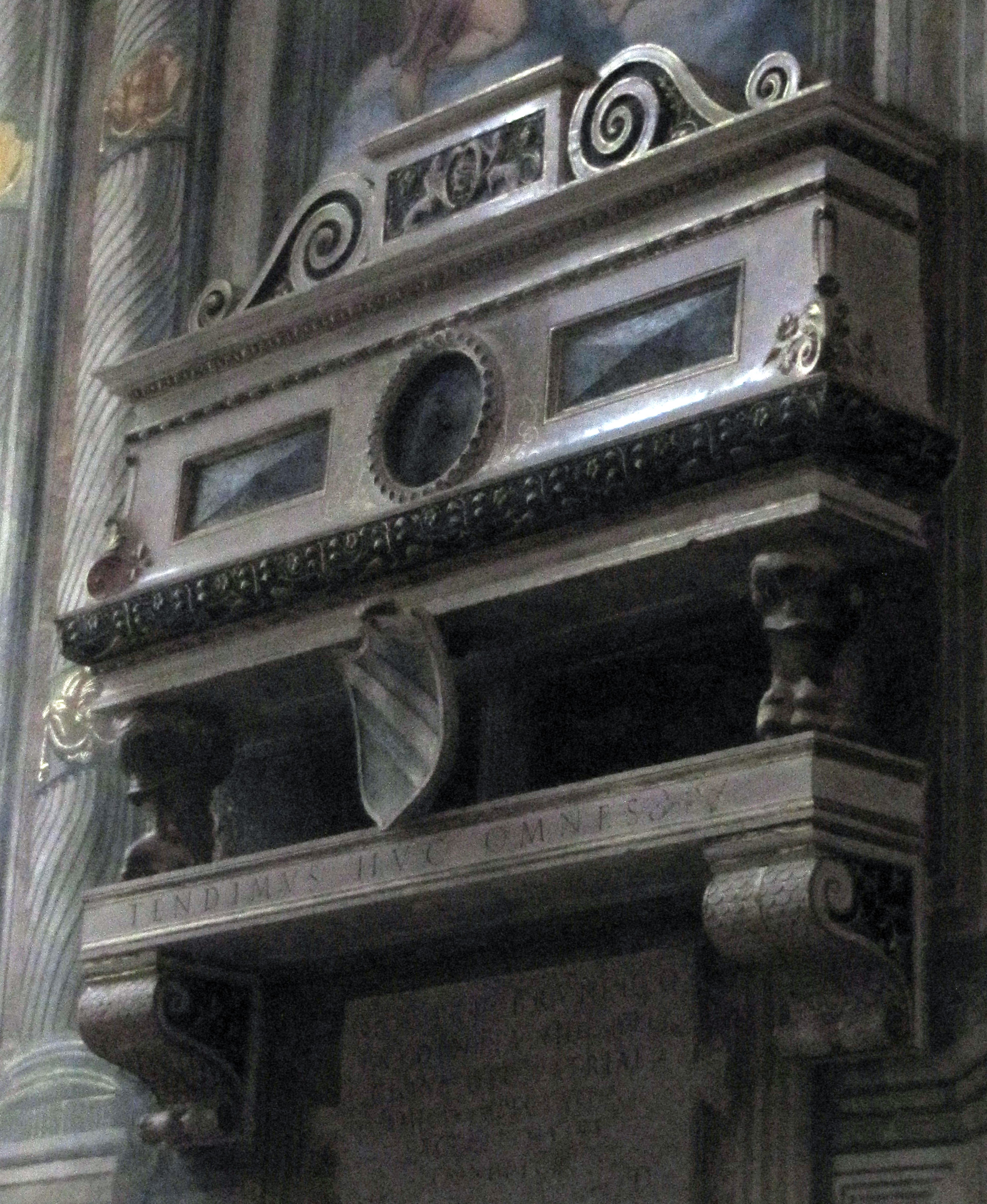
Gasparo Cairano, monumento funebre di Gaspare Brunelli (1500).

Nel 1930 Paolo Guerrini, il principale studioso di fatti bresciani della prima metà del XX secolo, pubblica nel primo volume delle Memorie storiche della Diocesi di Brescia il contenuto di una serie documenti di fondamentale importanza per la storiografia della scultura rinascimentale bresciana. In primo luogo, riporta diverse polizze di pagamento per alcuni lavori di scultura eseguiti in Santa Maria dei Miracoli nel 1493, rinvenute dallo studioso nell'archivio della famiglia Brunelli dove si trovavano grazie al ruolo di Deputato alla fabbrica della chiesa di Gaspare Brunelli. Dopo aver analizzato queste polizze, il Guerrini pubblica il contenuto del Memoriale Martinengo, da lui rinvenuto nell'archivio di Santa Maria dei Miracoli: il documento, oggi perduto e edito esclusivamente nel testo del Guerrini, da cui l'importanza dello stesso, rappresenta una copia di diversi dati contabili della fabbrica del santuario, contenente i pagamenti a Cairano e Antonio della Porta per i due cicli statuari all'interno. Il contributo di Paolo Guerrini fornisce pertanto sicuri documenti dell'epoca sui quali fondare datazioni e attribuzioni delle sculture figurate del santuario ed è l'unico nel suo genere, tralasciando le telegrafiche informazioni fornite dal Sala un secolo prima.
In aggiunta, l'archivio della famiglia Brunelli aveva già consentito a Paolo Guerrini nel 1926 di scoprire un documento dove si attestava "M. Gaspare da Milano", identificato tuttavia dallo studioso nel Pedoni, quale autore del monumento funebre di Gaspare Brunelli in San Francesco, aggiungendo un ulteriore tassello alla storiografia di Gasparo. Quasi parallelamente alle riesumazioni archivistiche del Guerrini, altre scoperte accrescono il catalogo dello scultore. Nel 1920, Luigi Rivetti pubblica per la prima volta il contratto tra "Gasparem de Cayrano de Mediolano lapicida architectum et ingeniarum optimum" e i rappresentanti del comune di Chiari, nel bresciano, per la realizzazione del portale del duomo della città, mentre nel 1932 Anton Maria Mucchi rende note le carte d'archivio relative alla commissione e all'esecuzione del portale del duomo di Salò, dove ancora emerge il nome di "Gasparo da Milano": il suo nome a è questo punto noto alla critica e il suo catalogo, nonché le sue capacità artistiche, acquistano poco a poco sempre più spessore.

### Il grande malinteso novecentesco: Maffeo Olivieri

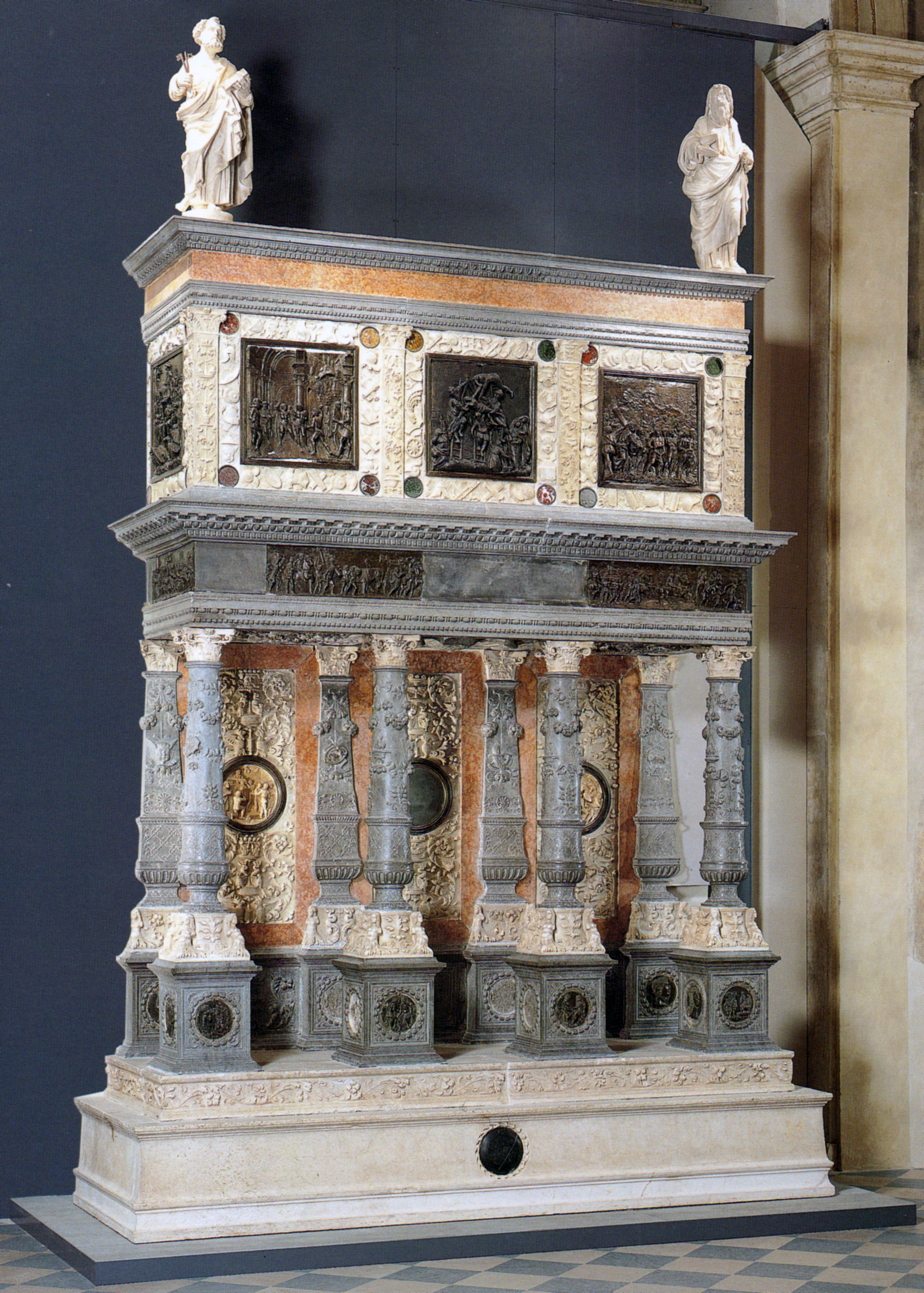
Il mausoleo Martinengo (1503-1518).

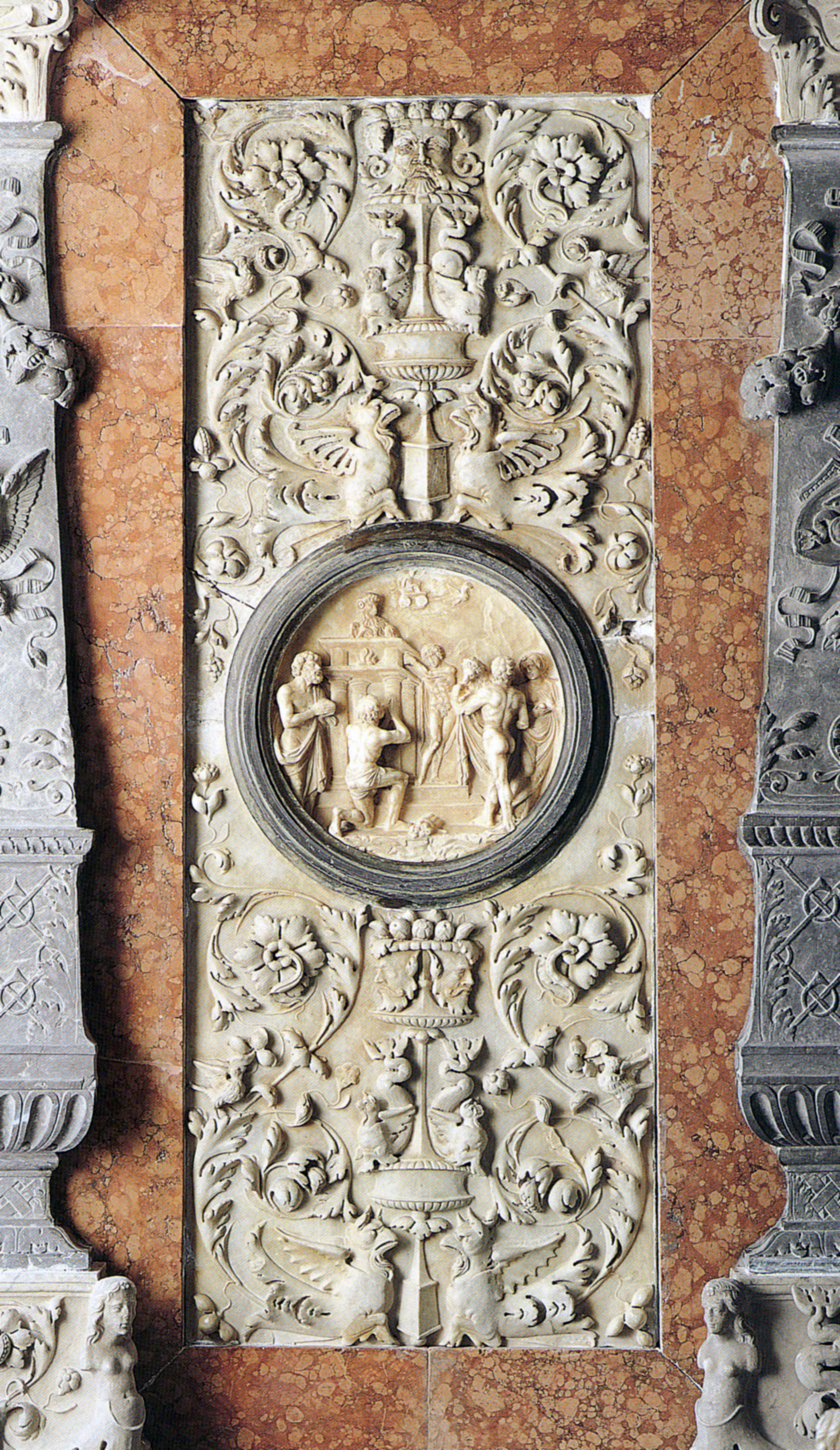
Dettaglio del mausoleo Martinengo (primo decennio del XVI secolo).

Assente da ogni fonte letteraria dell'epoca, edita o manoscritta, il nome di Maffeo Olivieri affiora per la prima volta nella letteratura artistica nel 1847, quando la sua firma viene rilevata da Pietro Selvatico sui due candelabri bronzei della basilica di San Marco a Venezia. Lo studioso, giustamente, lamenta l'impossibilità di reperire informazioni in merito a questo scultore. Trent'anni dopo, come già detto, Stefano Fenaroli rende noto come Maffeo Olivieri sia effettivamente citato nell'anagrafe bresciana del 1534 e ne ipotizza la paternità sui bronzi del mausoleo Martinengo, proposta che rimane senza seguito. Bode e Planiscig, nei loro approfonditi studi sulla bronzistica dei primi del XX secolo, gli attribuiscono alcune statuette, mentre Hill, nel 1930, lo identifica nel "Maestro del 1523", autore di una serie di medaglie. Rimane invece inizialmente sconosciuta alla critica internazionale la scoperta di Giuseppe Papaleoni, pubblicata a Trento nel 1890, che Maffeo Olivieri era anche l'autore dell'elaborata ancona lignea dell'Assunta di Condino, come dimostrato dal contratto datato 1538.
Si limitano a ciò le conoscenze sull'Olivieri all'inizio del XX secolo, prima dell'incredibile trasformazione di questo scultore nell'assoluto protagonista della scultura rinascimentale bresciana. Le eventuali potenzialità di questo artista evidentemente poliedrico, tuttavia completamente assente dalle fonti dell'epoca, vengono captate per la prima volta da Antonio Morassi in un articolo del 1936. Lo studioso, convinto di essere al cospetto di un autore decisamente importante e tutto da scoprire, si reca a Brescia alla ricerca di opere di rilievo, che una personalità di questo tipo doveva avere sicuramente lasciato. Perciò:
(Antonio Morassi, Per la ricostruzione di Maffeo Olivieri in "Bollettino d'Arte", anno XXX, 6, dicembre 1936, pp. 243-245.)
A questo punto dell'articolo, il Morassi è già convinto della paternità dell'Olivieri sui bronzi del mausoleo Martinengo, mentre ha ancora dubbi sulla parte marmorea, dubbi che saranno sciolti più avanti, nello stesso articolo, per via puramente deduttiva. Notare inoltre che anche il Morassi risente dell'equivoco sulla datazione del monumento, generalmente legato alla sepoltura del generale Marcantonio Martinengo, morto nel 1526, il che va in aiuto dello studioso per il raffronto con i candelabri veneziani datati 1527. Oltretutto, il Morassi equivoca anche la proposta di Stefano Fenaroli di assegnare all'Olivieri i bronzi del mausoleo, affermando che lo studioso bresciano doveva averne desunto il nome da documenti dell'epoca, quando ciò non era palesemente possibile dato che, in tal caso, il Fenaroli non avrebbe esitato a inserirli nell'appendice documentaria del suo Dizionario. Dopo aver paragonato le arche di sant'Apollonio e di san Tiziano, il Morassi procede alla ricostruzione del contesto culturale entro il quale l'Olivieri doveva essersi formato:
(Antonio Morassi, Per la ricostruzione di Maffeo Olivieri in "Bollettino d'Arte", anno XXX, 6, dicembre 1936, pp. 246-247.)
Le affermazioni elaborate dal Morassi sono quanto mai discutibili, soprattutto sulla base delle conoscenze ormai acquisite in quegli anni sulla scultura rinascimentale bresciana. Ignorati in tronco i documentati scultori attivi a Brescia a cavallo del 1500, la cui esistenza è addirittura messa in dubbio, pone la pittura come unico riferimento dell'Olivieri: non esistono Pomponio Gaurico, né Baldassarre Zamboni, né Alessandro Sala, né Luigi Arcioni, né il Meyer, né il Guerrini. Tra l'altro, come già detto, alla fine dell'articolo il mausoleo Martinengo è ormai finito sotto il solo nome di Maffeo Olivieri, a cui il Morassi mette letteralmente in mano lo scalpello.

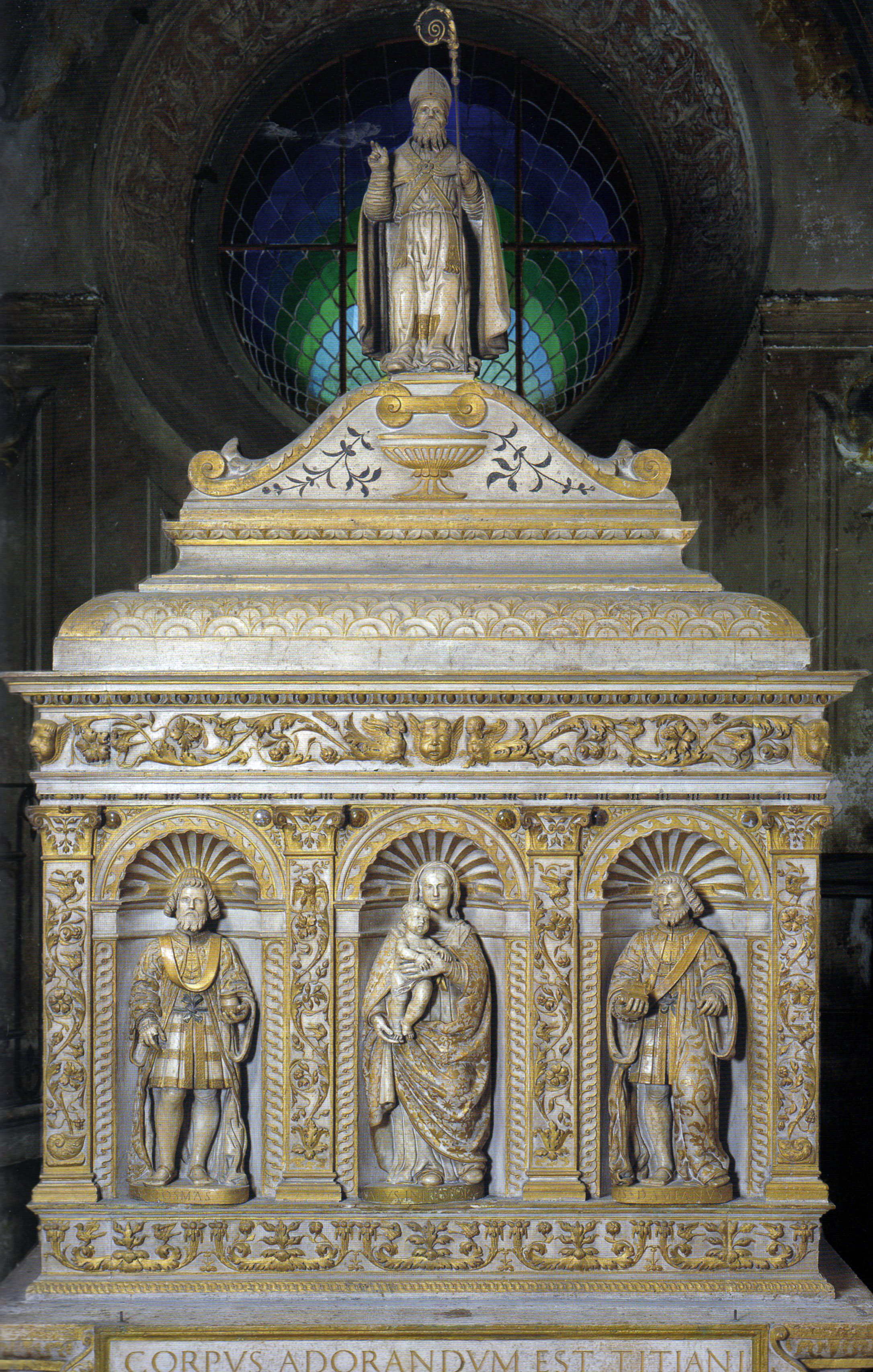
Bottega dei Sanmicheli, arca di san Tiziano (1505).

Nel volume del 1939 dedicato a Brescia del Catalogo delle cose d'arte e d'antichità d'Italia, Antonio Morassi non ha più alcun dubbio nell'attribuire all'Olivieri la qualifica di scultore e, pertanto, procede alla definizione del suo catalogo di opere bresciane in marmo, di proporzioni quantitative e qualitative molto maggiori rispetto alle medaglie e all'ancona lignea fino a quel momento assegnate. Il mausoleo Martinengo diventa "opera importantissima, certamente di Maffeo Olivieri". L'arca di sant'Apollonio viene classificata "forse opera giovanile di Maffeo Olivieri, come si giudicherebbe dalle stile, confrontando l'arca col monumento funerario del Martinengo". Per analogie col mausoleo, anche l'altare di san Girolamo in San Francesco diventa "probabilmente opera di Maffeo Olivieri". Al contrario, tutto ciò che non è riconducibile allo stile di Maffeo Olivieri non trova l'interesse del Morassi, che omette completamente ogni fonte archivistica circa le singole opere. Mette in dubbio la presenza di Gaspare Pedoni sulla facciata del santuario dei Miracoli, ma evita deliberatamente di citare Gasparo Cairano e il Tamagnino, documentati nove anni prima dal Guerrini quali autori di oltre venti statue all'interno del santuario. Ignora nuovamente Paolo Guerrini e il da lui rinvenuto "M. Gaspare da Milano" classificando il monumento funebre Brunelli come "bella opera di scultore bresciano sullo stile del Lamberti", mentre l'Adorazione Caprioli viene relegata a un anonimo "autore bresciano dei primi anni del 1500, scolaro dell'Amadeo". Stronca infine l'arca di san Tiziano, giudicata "non molto fine".
Dalla ricostruzione di Antonio Morassi, per certi versi quasi irragionevole, il complesso panorama di correnti e artisti della scultura rinascimentale bresciana risulta minimizzato e affrontato con molta superficialità, nonché imperniato attorno a un bronzista e intagliatore del legno ribattezzato maestro del marmo, con un catalogo di opere fondato unicamente sull'attribuzione per via deduttiva del mausoleo Martinengo e su nient'altro. Le conseguenze dell'errata rielaborazione del Morassi sono pesantissime e si concretizzano in una serie di ricadute in ambito critico. Il primo a cadere nell'equivoco è Gaetano Panazza che, nel catalogo dei Musei civici di Brescia del 1958, trova "felice" l'attribuzione all'Olivieri del mausoleo Martinengo. Anche nella fondamentale Storia di Brescia, edita da Treccani nel 1963, l'occasione per mettere definitivamente ordine nella storiografia dell'epoca va parzialmente persa nel momento in cui Adriano Peroni mantiene inalterato catalogo e ruolo artistico di Maffeo Olivieri, basati sulla "ben fondata ricostruzione critica del Morassi" che, oltretutto, viene vista come risposta naturale alla lacuna relativa agli anni giovanili dell'artista. Il contributo del Peroni rimane comunque di elevatissimo spessore culturale, soprattutto per aver inaugurato una chiave di lettura critica per le opere scultoree in grado di sorpassare le questioni attributive, coinvolgendo temi più ampi quali la ricostruzione del contesto umanistico entro cui si verificarono i grandi cantieri della Brescia rinascimentale. Oltre a Maffeo Olivieri, il Peroni è comunque in grado di identificare Gasparo Cairano e il Tamagnino e di assegnare loro le opere documentate, tuttavia la rilevanza di quanto attribuito all'Olivieri fa in modo che sia quest'ultimo membro del trio ad emergere nettamente.
Questa posizione preminente assunta da Maffeo Olivieri decade infine nel 1977, quando Camillo Boselli, nel Regesto artistico dei notai roganti in Brescia dall'anno 1500 all'anno 1560, frutto di ricerche nell'allora insondato fondo notarile dell'Archivio di Stato di Brescia, oltre a ricostruire parzialmente l'albero genealogico dei Cairano pubblica una serie di documenti fondamentali per ricostruire la commissione del mausoleo Martinengo, a partire dal contratto del 1503 tra Bernardino delle Croci e i fratelli Francesco e Antonio II Martinengo di Padernello, con altri documenti successivi fino al 1516. La fabbrica del monumento viene quindi retrodatata di quasi vent'anni e cade l'attribuzione a Maffeo Olivieri di questa e di tutte le altre opere a lui assegnate dal Morassi, che sulla paternità del mausoleo trovavano fondamento. Al contrario, nella seconda metà del XX secolo sono emersi, da archivi civili e ecclesiastici, numerosi documenti che confermano l'attività di Maffeo Olivieri come intagliatore del legno, assieme ad alcune opere a lui attribuite con sicurezza. La questione del Maffeo Olivieri artista del marmo viene definitivamente chiusa nel 2010 da Vito Zani che, dopo una lunga trattazione, conclude:
(Vito Zani, Gasparo Cairano, p. 85.)

### Anni 1980-90: arriva il riconoscimento critico

Il palazzo della Loggia a Brescia.

La ricaduta in ambito critico delle scoperte pubblicate da Camillo Boselli nel 1977, unitamente a quanto già noto dalla letteratura, fanno la prima comparsa in una serie di volumi su temi differenti pubblicati durante gli anni 1980, in particolare la monografia sul santuario dei Miracoli edita da Antonio Fappani e Luciano Anelli nel 1980 e quella su San Pietro in Oliveto di padre Stipi nel 1985, mentre più specifica in tal senso è la monografia di Valerio Terraroli sulle due cattedrali di Brescia, del 1987, che diventa l'occasione per una nuova rielaborazione critica per l'arca di sant'Apollonio.
Sulla base degli atti del convegno su piazza della Loggia tenuto da Ida Gianfranceschi nel 1986, viene pubblicata tra il 1993 e il 1995 la grande monografia in tre volumi sulla Loggia e la sua piazza, contenente un saggio di Giovanni Agosti specifico sul ciclo dei Cesari che traccia un innovativo profilo artistico di Gasparo Cairano a partire dalla riconsiderata citazione di Pomponio Gaurico e dall'ambiente umanistico con cui lo scultore ebbe rapporto. Viene inoltre recuperata la testimonianza del Michiel sul fratello Anzolino, attivo a Milano come plasticatore di terracotta. Lo studioso redige quindi un ipotetico catalogo di sue opere, proponendo in collaborazione con Alessandro Bagnoli e Roberto Bartalini una distinzione di autografia nel Cesari tra Cairano e Tamagnino, ancora oggi accolta dalla critica, e ricostruisce per la prima volta la storiografia dell'Adorazione Caprioli, attribuita tuttavia a un più prudente "anonimo lombardo di fine Quattrocento". L'apertura del museo di Santa Giulia nel 1998, invece, è stata l'occasione per la pubblicazione di una serie di testi illustrativi sul materiale inserito nell'esposizione, tra cui il mausoleo Martinengo per il quale sono state rese note una serie di importanti immagini storiche.

### Studi e dibattiti del XXI secolo

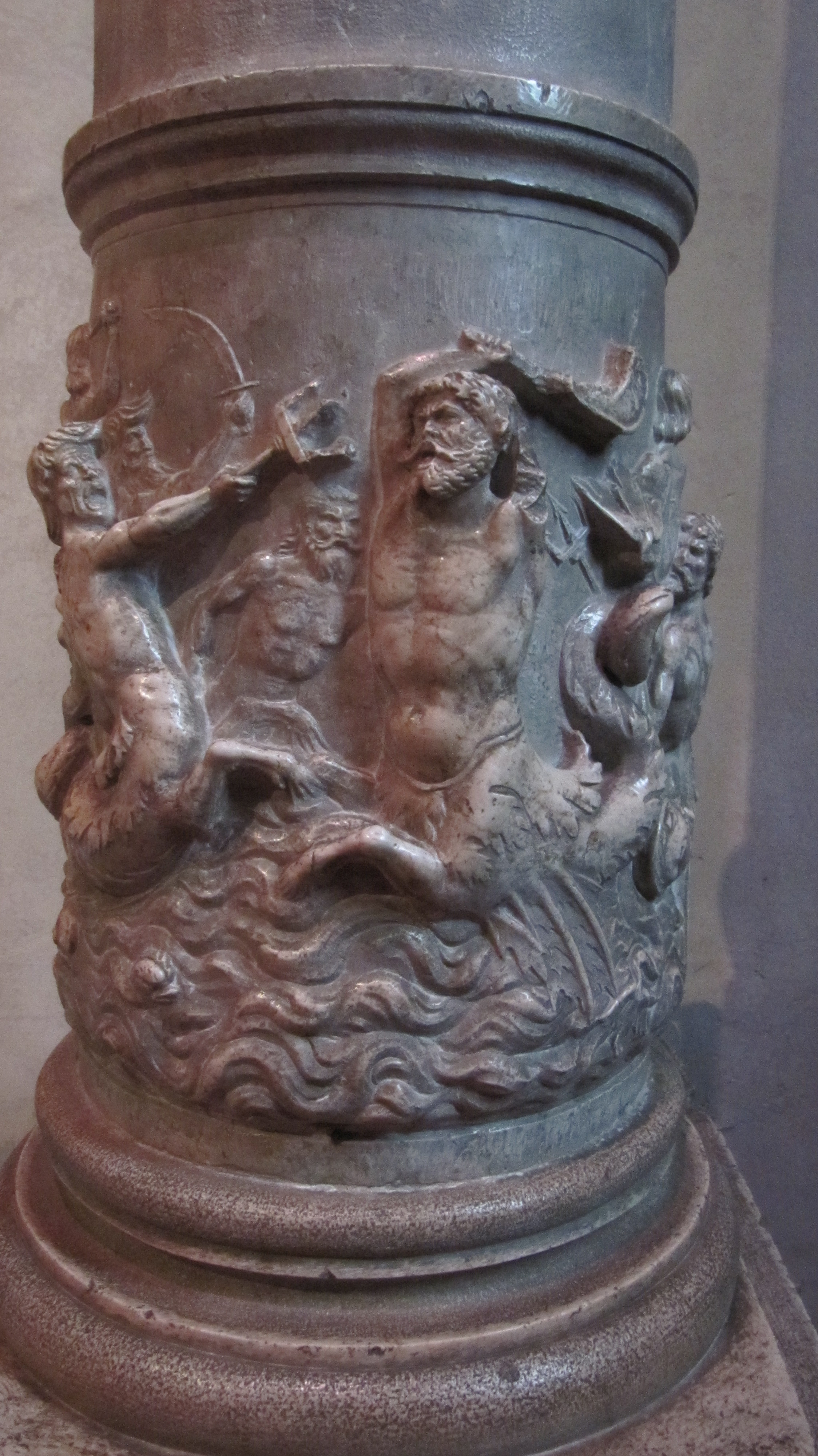
Gasparo Cairano, altare di san Girolamo, Zuffa di dei marini (1506-1510 circa).

In due contributi pubblicati nel 2001 e nel 2003, lo studioso Vito Zani procede a una rilettura del panorama scultoreo della Brescia rinascimentale, ricollocando Maffeo Olivieri entro il corretto contesto artistico, mediato dai documenti a lui riferiti, e proponendo Gasparo Cairano come protagonista definitivo della parabola artistica bresciana dell'epoca, considerato alla stregua di un "Amadeo bresciano": un intraprendente impresario, attivo in commissioni pubbliche e private, con una carriera artistica in rapida ascesa. Nei due testi, lo Zani attribuisce a Gasparo Cairano le opere già generalmente accettate dalla critica, aggiungendovi l'Adorazione Caprioli, come già aveva congetturato il Meyer un secolo prima, le parti lapidee del mausoleo Martinengo e un gruppo di sculture disperse in musei e collezioni in Italia e all'estero. La proposta dello Zani viene rapidamente accettata dalla critica artistica del XXI secolo, per primo da Valerio Terraroli che la riporta nel volume Lombardia rinascimentale. Arte e architettura del 2003, un volume di grande diffusione anche fuori dall'Italia, un vero e proprio testo di lancio per l' "emblematica figura di Gaspare Coirano da Milano".
Nel 2010 viene finalmente pubblicata, per mano di Vito Zani, la prima monografia interamente dedicata a Gasparo Cairano. Il testo, per la prima volta, si prepone di ricostruire interamente la vicenda critica della scultura rinascimentale bresciana attraverso i secoli dedicando ad essa un intero capitolo, preceduto da una ricostruzione del panorama artistico bresciano dalla seconda metà del XV secolo in poi e seguito da un terzo e ultimo capitolo in cui sono tracciate le biografie bresciane degli scultori riconosciuti nelle numerosissime fonti consultate, da ovviamente Gasparo Cairano a Antonio della Porta, Antonio Mangiacavalli e i Sanmicheli. Il contributo dello Zani si è rivelato fondamentale soprattutto grazie alla pubblicazione di numerosi documenti inediti, in particolare il fondamentale estimo del 1517, che fissa la morte dello scultore a prima di questa data, e l'estimo del figlio Simone datato 1534, che ha permesso di ricostruire gran parte della genealogia successiva a Gasparo. L'apporto maggiore rimane comunque la ricostruzione del catalogo di opere dell'artista, di fatto tutti i maggiori lavori in pietra nella Brescia di inizio XVI secolo, ad esclusione dell'arca di san Tiziano e con l'aggiunta di opere erratiche sparse in musei e collezioni di tutto il mondo, rivelanti una chiara affinità con lo scalpello di Gasparo Cairano. Una sintesi della linea storiografica proposta da Vito Zani è stata accolta anche nella monografia dedicata alla scultura lombarda tra XV e XX secolo edita a cura di Valerio Terraroli nel 2011, dove occupa il capitolo sulla scultura rinascimentale bresciana.
Poco tempo dopo, sempre nel 2010, Giuseppe Sava pubblica su "Arte Veneta" un articolo che ricostruisce la figura di Antonio Medaglia, il misconosciuto architetto della chiesa di San Pietro in Oliveto, proponendone un catalogo di opere tra cui alcune figure dell'altare di san Girolamo, il quale, pertanto, sarebbe stato realizzato in collaborazione tra Medaglia e Cairano. Lo studioso, in alcuni passi dell'articolo, trova anche l'occasione di commentare quanto messo in luce da Vito Zani, lasciando più volte intendere di non condividerne appieno la ricostruzione proposta. Nel 2012, tuttavia, Vito Zani ha avuto modo di replicare alle considerazioni espresse da Sava nell'ambito di un articolo sulla rivista online Antiqua, di cui si parlerà ancora tra poco, accogliendo solo parzialmente quanto ricostruito circa Antonio Medaglia e difendendo in generale le sue tesi su Gasparo Cairano.
A un'asta fiorentina del 2011 viene presentato un gruppo scultoreo raffigurante Tre angeli reggicorona, il cui commento illustrativo nel catalogo d'asta viene curato da Marco Tanzi. Lo studioso, ragionando sulla datazione e sulla collocazione stilistica dell'opera, muove una serie di critiche significative alla ricostruzione avanzata nel 2010 da Vito Zani del catalogo di Gasparo Cairano e del panorama scultoreo della Brescia rinascimentale, senza tuttavia dare un seguito alla questione su altre pubblicazioni. L'anno successivo, nel 2012, Vito Zani risponde al Tanzi mediante un articolo pubblicato in tre parti dalla rivista d'arte online Antiqua: nella prima parte rivede, e di fatto ribalta, l'attribuzione avanzata da Tanzi per i Tre angeli, mentre nella seconda ribatte alle contestazioni presentate dallo studioso nel catalogo d'asta. Nella terza e ultima parte, invece, Vito Zani affronta nuovamente la questione del catalogo dello scultore bresciano, ribadendo quanto già esposto nel 2010 e servendosi soprattutto di un ricco apparato fotografico sul quale formulare i giusti raffronti tra le opere da lui raggruppate sotto l'unica mano di Gasparo Cairano.

### Fonti antiche (fino al XIX secolo)
Su temi bresciani
- Giulio Antonio Averoldi, Le scelte pitture di Brescia additate al forestiere, Brescia, 1700.
- Giovanni Stefano Buzzoni (Vosonio), Epigrammata, Brescia, 1498 circa.
- Illuminato Calzavacca, Universitas heroum urbis Brixiae literis, et armis nulli secunda orbi universo exposita, Brescia, 1654.
- Elia Capriolo, Dell'Istorie della Città di Brescia, Venezia, 1744.
- Leonardo Cozzando, Vago, e curioso ristretto profano, e sagro dell'Historia Bresciana, Brescia, 1694.
- Giovanni Battista Carboni, Notizie istoriche delli pittori, scultori e architetti bresciani, 1754-1758.
- Giovanni Battista Carboni, Le Pitture e Scolture di Brescia che sono esposte al pubblico con un'appendice di alcune private Gallerie, 1760.
- Bernardino Faino, Catalogo delle chiese di Brescia, Brescia, 1630-1669.
- Bongianni Grattarolo, Historia della Riviera di Salò, (edizione a cura di Piercarlo Belotti, Gianfranco Ligasacchi, Giuseppe Scarazzini, Trento 2000), 1599.
- Francesco Maccarinelli, Le Glorie di Brescia raccolte dalle Pitture, Che nelle sue Chiese, Oratorii, Palazzi et altri luoghi publici sono esposte, Brescia, 1747-1751.
- Ottavio Rossi, Elogi historici di Bresciani illustri, Brescia, 1620.
- Francesco Paglia, Il Giardino della Pittura, Brescia, 1675-1713.
- Patrizio Spini, Il Supplimento dell'Istorie della Città di Brescia, in Dell'Istorie della Città di Brescia di m. Elia Capriolo, Venezia, 1744.
- Giovanni Battista Zaist, Notizie istoriche de' pittori, scultori ed architetti cremonesi, Cremona, 1774.
- Baldassarre Zamboni, Memorie intorno alle pubbliche fabbriche più insigni della città di Brescia raccolte da Baldassarre Zamboni arciprete di Calvisano, Brescia, 1778.

Su altri temi
- Pomponio Gaurico, De sculptura, Firenze, 1504.
- Marcantonio Michiel, Notizia d'opere di disegno, (edizione a cura di Jacopo Morelli, Bassano 1800), 1521-1543.
- Marin Sanudo, Itinerario per la terraferma veneziana nell'anno MCCCCLXXXIII, Venezia, 1483 (edizione Padova 1847).
- Giorgio Vasari, Le vite de' più eccellenti pittori, scultori e architettori, (edizione a cura di Paola Barocchi, Rosanna Bettarini, 1966-1987, 6 voll.), Firenze, 1550-1568.

### Fonti moderne (dal XIX secolo)
Su Gasparo Cairano
- Giovanni Agosti, Intorno ai Cesari della Loggia di Brescia, in Vasco Frati, Ida Gianfranceschi, Franco Robecchi (a cura di), La Loggia di Brescia e la sua piazza. Evoluzione di un fulcro urbano nella storia di mezzo millennio, Brescia, Grafo, 1995.
- Paolo Guerrini, Il Santuario civico dei Miracoli, in Memorie storiche della diocesi di Brescia, I, Brescia, Moretto, 1930.
- Monica Ibsen, Il duomo di Salò, Gussago, 1999.
- Valerio Terraroli, Committenza pubblica, invenzioni architettonico-decorative nella Brescia del Rinascimento e l'emblematica figura di Gasparo da Coirano da Milano, in Valerio Terraroli, Maria Teresa Fiorio (a cura di), Lombardia rinascimentale. Arte e architettura, Milano, Skira, 2003.
- Vito Zani, Gasparo Coirano. Madonna col Bambino, in Spunti per conversare, n. 5, Milano, Galleria Nella Longari, dicembre 2001.
- Vito Zani, Sulle nostalgie di Ambrogio Mazzola, scultore bresciano del Cinquecento, in Civiltà Bresciana, XII, 1, Brescia, 2003.
- Vito Zani, Gasparo Cairano, Roccafranca, La Compagnia della Stampa, 2010.
- Vito Zani, Maestri e cantieri nel Quattrocento e nella prima metà del Cinquecento, in Valerio Terraroli (a cura di), Scultura in Lombardia. Arti plastiche a Brescia e nel Bresciano dal XV al XX secolo, Milano, Skira, 2011.

Su scultura e civiltà rinascimentale bresciana
- Luigi Arcioni, La chiesa dei Miracoli in Brescia, in Arte italiana decorativa e industriale, V, 10, ottobre 1896.
- Luigi Arcioni, La chiesa dei Miracoli a Brescia, in Arte italiana decorativa e industriale, VI, 1, gennaio 1897.
- Camillo Boselli, Regesto artistico dei notai roganti in Brescia dall'anno 1500 all'anno 1560, Brescia, 1977.
- Antonio Fappani, Luciano Anelli, Santa Maria dei Miracoli, Brescia, 1989.
- Vasco Frati, Ida Gianfranceschi, Franco Robecchi, La Loggia di Brescia e la sua piazza. Evoluzione di un fulcro urbano nella storia di mezzo millennio, Brescia, Grafo, 1995.
- Aldo Galli, Il Maestro degli angeli cantori e le più antiche sculture lombarde in terracotta, in Nuovi Studi. Rivista di arte antica e moderna, n. 6, 1998.
- Elena Lucchesi Ragni, Ida Gianfranceschi, Maurizio Mondini (a cura di), L'età veneta, l'immagine della città, la scultura monumentale. Santa Giulia, museo della città a Brescia, Milano, Electa, 1998.
- Elena Lucchesi Ragni, Ida Gianfranceschi, Maurizio Mondini (a cura di), Il coro delle monache - Cori e corali, catalogo della mostra, Milano, Skira, 2003.
- Alfredo Melani, Il monumento di Marc'Antonio Martinengo della Pallata a Brescia, in Arte e Storia, XVIII, 9-10, 1899.
- Antonio Morassi, Per la ricostruzione di Maffeo Olivieri, in Bollettino d'Arte, anno XXX, 6, dicembre 1936.
- Adriano Peroni, L'architettura e la scultura nei secoli XV e XVI, in Giovanni Treccani degli Alfieri (a cura di), Storia di Brescia, Brescia, Treccani, 1963.
- Giuseppe Sava, Antonio Medaglia “lapicida et architecto” tra Vicenza e la Lombardia: il cantiere di San Pietro in Oliveto a Brescia, in Arte Veneta, n. 67, 2010.
- Valerio Terraroli, Itinerario della scultura rinascimentale nelle Cattedrali, in AA.VV. (a cura di), Le cattedrali di Brescia, brescia, Grafo, 1987.
- Vito Zani, Sulle tracce dei Sanmicheli a Brescia e Mantova, tra Quattro e Cinquecento, in Matteo Ceriana (a cura di), Tullio Lombardo. Scultore e architetto nella cultura artistica veneziana del Rinascimento, atti del convegno, Venezia, 2007.

Su altri temi di scultura e civiltà rinascimentale
- Pietro Adorno, Il Verrocchio. Nuove proposte nella civiltà artistica del tempo di Lorenzo il Magnifico, Firenze, Edam, 1991.
- Wilhelm Bode, Die italienische Bronzestatuetten der Renaissance, Berlino, 1906.
- Carrol Brentano, Della Porta, Antonio, detto Tamagnino, in Dizionario biografico degli italiani, 37 (voce), Roma, Treccani, 1989.
- Andrew M. Burnett, Richard V. Schofield, The Medallions of the Basamento of the Certosa di Pavia. Sources and Influence, in Arte Lombarda, n. 120, 1997.
- Francesco Caglioti, Fifteenth-century reliefs of ancient emperors and empresses in Florence: production and collecting, in Nicholas Penny, Eike D. Schmidt (a cura di), Collecting sculpture in early modern Europe (atti del convegno), New Haven, Yale University Press, 2008.
- M. Ferrari, I. Zanata, La cappella del "Sangue de Christo" nella cattedrale di Mantova, in AA. VV. (a cura di), Storia e arte religiosa a Mantova. Visite di Pontefici e la reliquia del Preziosissimo Sangue, Mantova, Casa del Mantegna, 1991.
- Klaus Fittschen, Sul ruolo del ritratto antico nell'arte italiana, in Salvatore Settis (a cura di), Memoria dell'antico nell'arte italiana, Torino, Einaudi, 1985.
- George Francis Hill, A corpus of italian medals of the Renaissance before Cellini, Oxford, 1923.
- Francesco Malaguzzi Valeri, Gio. Antonio Amadeo. Scultore e architetto lombardo /1447-1522), Bergamo, 1904.
- Alfredo Melani, Dell'ornamento nell'architettura, Milano, 1899 ca.
- Alfred Gotthold Meyer, Oberitalienische Frührenaissance. Bauten und Bildwerke der Lombardei, Berlino, 1900.
- Giuseppe Merzario, I maestri comacini, Milano, 1893.
- Giorgio Nicodemi, Il Bambaia, Gallarate, 1925.
- Leo Planiscig, Venezianische Bildhauer der Renaissance, Wien, 1921.
- Richard V. Schofield, James Shell, Grazioso Sironi (a cura di), Giovanni Antonio Amadeo. Documents, Como, New press Edizioni, 1989.
- Richard V. Schofield, The Colleoni chapel and the creation of a local all'antica architectural style, in Christoph L. Frommel, Luisa Giordano, Richard V. Schofield (a cura di), Bramante milanese e l'architettura del Rinascimento lombardo, Venezia, Marsilio, 2002.
- Marco Tanzi, Scultore lombardo (Bresciano?) tra Tamagnino e Coirano, 1500 circa. Tre angeli reggicorona. Scultura in marmo, cm 83x62x29., in Arredi, Mobili e Dipinti Antichi provenienti dalla famiglia Antinori-Buturlin e altre proprietà private, Firenze, catalogo della casa d'aste Pandolfini, 11-12 ottobre 2011.
- Silvio Vigezzi, La scultura lombarda del Cinquecento, Milano, 1929.

Su altri temi bresciani
- Paolo Brognoli, Nuova guida per la città di Brescia, Brescia, 1826.
- Andrea Cassa, S. Francesco. S. Maria dei Miracoli. La Loggia. Il Cimitero. Appunti, Brescia, 1882.
- Carlo Cocchetti, Brescia e la sua Provincia, in Cesare Cantù (a cura di), Grande illustrazione del Lombardo-Veneto diretta da Cesare Cantù. Volume III. Storia e descrizione di Brescia, Cremona, Como e loro contorni, Milano, 1859.
- Alessandra Corna Pellegrini, Floriano Ferramola in Santa Maria del Carmine, Brescia, Tipografia Camuna, 2011.
- Stefano Fenaroli, Dizionario degli artisti bresciani, Brescia, 1877.
- Fiorenzo Fisogni, Scultori e lapicidi a Brescia dal tardo classicismo cinquecentesco al rococò, in Valerio Terraroli (a cura di), Scultura in Lombardia. Arti plastiche a Brescia e nel Bresciano dal XV al XX secolo, Milano, Skira, 2011.
- Monica Franchi (a cura di), Le pergamene dell'Archivio Capitolare. Catalogazione e regesti, Travagliato, 2002.
- Ida Gianfranceschi (a cura di), Piazza della Loggia. Una secolare vicenda al centro della storia urbana e civile di Brescia, atti del seminario didattico (Brescia, 1981-1982), Brescia, 1986.
- Paolo Guerrini, Iscrizioni delle chiese di Brescia. Chiesa e chiostri di San Francesco, in Commentari dell'Ateneo di Brescia per l'anno 1925, 1926.
- Anton Maria Mucchi, Il duomo di Salò, Bologna, 1932.
- Giorgio Nicodemi, Brescia, Bergamo, 1920-1925 ca.
- Federico Odorici, Storie bresciane dai primi tempi fino all'età nostra narrate da Federico Odorici, Brescia, 1853.
- Gaetano Panazza, I Civici Musei e la Pinacoteca di Brescia, Bergamo, 1958.
- Luigi Rivetti, La chiesa parrocchiale di Chiari. Note di storia ed arte, Chiari, 1920.
- Alessandro Sala, Pitture ed altri oggetti di belle arti in Brescia, Brescia, 1834.
- Lorenzo Dionisio Stipi, Invito a San Pietro in Oliveto. Storia, tradizione, arte, leggenda, folclore, Brescia, Moretto, 1985.
- Valerio Terraroli, Luigi Arcioni. Progetti e restauri a Brescia tra Ottocento e Novecento, Brescia, Musei civici di arte e storia di Brescia, 1999.
- Gian Paolo Treccani, Questioni di "patrii monumenti". Tutela e restauro a Brescia, Brescia, 1988.
- Antonio Ugoletti, Brescia, Bergamo, 1909.

Su altri temi
- Antonio Morassi, Catalogo delle cose d'arte e d'antichità d'Italia. Brescia, Roma, 1939.
- Giuseppe Papaleoni, Le chiese di Condino prima del 1550, Trento, 1890.
- Bruno Passamani (a cura di), Restauri ed acquisizioni 1973-1978, catalogo della mostra, Trento, 1978.
- Giuseppe Picenardi, Nuova guida di Cremona per gli amatori dell'arti del disegno, Cremona, 1820.
- Pietro Selvatico, Sulla scultura e sulla architettura in Venezia dal Medio Evo sino ai giorni nostri, Venezia, 1847.
- Julius von Schlosser, La letteratura artistica. Manuale delle fonti della storia dell'arte moderna, (edizione aggiornata di Otto Kurz, Firenze 1964), 1924.